# 三浦春馬
三浦 春馬（みうら はるま、1990年〈平成2年〉4月5日 - 2020年〈令和2年〉7月18日）は、日本の俳優、歌手。茨城県土浦市出身。最終所属はアミューズ。日本を代表する俳優の一人として ドラマ・映画・舞台・ミュージカル等幅広く活躍した。

## 概略
子役でデビューして以降、テレビや配信を含めたドラマ52本（うち主演16本）、映画30本（うち主演12本）、舞台8本（うち主演6本）、コンサート22本に出演。その他CMやバラエティ、ラジオ番組にも多数ゲスト出演。紀行番組の司会も務め、歌手としても活動した。

## 来歴

### 子役からのキャリア（1994年 - ）
1994年、実母の勧めで 4歳の頃から児童劇団のアクターズスタジオつくば校 に所属し、1997年にNHKの連続テレビ小説『あぐり』で子役としてデビュー。映画初出演は1999年の「金融腐蝕列島・呪縛」。
2002年、『森の学校』で映画初主演。同作品の西垣吉春監督は、三浦の地元である土浦（茨城県）で「天才的な子役がいる」との噂を聞きつけ、当時小学5年生だった三浦に会ったところ「本当に魅力的、特に感性が豊か。こちらが言ったことを2倍、3倍に深く理解して演技で答えてくれる。接していてもピュアで繊細で、あんな子はもういないんじゃないかというくらい素晴らしい」と、撮影のずっと前から「春馬くんを主役に」と決めていたという。
アクターズスタジオ時代には、松永一哉、鈴木和也とともにダンスチーム「Brash Brats」を結成（改名前は「keepout」「INAZUMA」）、ボーカルを担当していた（2005年に活動休止）。
2004年、アミューズに所属する。その後も、『連続テレビ小説「ファイト」』、『いま、会いにゆきます』、『アンフェア』など、ドラマを中心に順調にキャリアを重ねてゆく。
2006年、映画『キャッチ ア ウェーブ』に主演、また同年、中学生の妊娠というテーマを扱った社会派ドラマ『14才の母』（日本テレビ）でヒロインの相手役の中学生を演じ注目を集める。
2006年 - 2013年には、アミューズのファン感謝祭 通称「ハンサムライブ」に出演（2013年は映像出演）。また、2007年 - 2018年には、Act Against AIDS（アクト･アゲインスト･エイズ/略称：AAA）チャリティコンサート（日本武道館）にも出演（出典・詳細は「#コンサート」項を参照）

### 人気の上昇、第一線での活躍（2007年 - 2015年）
2007年、映画『恋空』の大ヒットでブレイク。本作で第31回日本アカデミー賞新人俳優賞を受賞した。アミューズのハンサムライブでは、唯一のソロで「TRUE LOVE」をギター弾き語りで歌唱した。
2008年、映画『奈緒子』で第63回毎日映画コンクール スポニチグランプリ新人賞を受賞。テレビドラマでは若手俳優の登竜門であった『ごくせん』（日本テレビ）第3シリーズでメインの生徒役を務め、『ブラッディ・マンデイ』（TBS）ではテロ組織と対決する天才高校生ハッカー役で連続ドラマ初単独主演を果たす。好評を博した同作は2010年に続編も作られた。
2009年、堀越高等学校を卒業。同年、初舞台『星の大地に降る涙』で主演を務め、歌やダンス、殺陣にも挑戦し、「19歳とは思えない」と言われるほどの圧倒的な存在感・パフォーマンスで大きな注目を集めた。また平凡な高校生と侍の二役を演じ分けた『サムライ・ハイスクール』（2009年10月期、日本テレビ）の主演、続いて『ブラッディ・マンデイ Season2』（2010年1月期、TBS）と、2クール連続でドラマに主演。これは極めて異例であり、20歳にして10年を越えるキャリアに裏打ちされた演技力は群を抜いていた。同年、第33回エランドール賞 新人賞を受賞している。
2010年2月、佐藤健との共同企画作品、DVD「HT 〜N.Y.の中心で、鍋をつつく〜」を発売。発売初週で12,000枚を売り上げ、3月1日付のオリコンDVDランキングで総合5位を獲得。日本人男性俳優の「アイドル・イメージ作品部門」で歴代最高順位を記録した。同年、絶大な人気を誇る少女コミック の実写映画『君に届け』に主演。三浦が演じる高校生の”風早”役は、爽やかすぎる好感度大の超人気キャラクターであり、公開前はネット上でキャスティングに対する否定的な声も散見された が、三浦の好演に作者も”リアル風早”と太鼓判、映画観客動員ランキングで初登場第2位、ぴあ初日満足度ランキングで第2位のヒットとなった。
2011年、『大切なことはすべて君が教えてくれた』（フジテレビ）で初めて月9ドラマに主演、20歳ながら教師役を演じる点でも話題となった。
2012年、3月より『海盗セブン』、12月より『ZIPANG PUNK〜五右衛門ロックIII』と、ミュージカル2本に出演。なお、この頃出演した「タウンワーク」（リクルート）のCMではアカペラでの歌唱を披露した。撮影現場では三浦の歌唱力に拍手が起きたといい、同CMのYouTube動画は約2週間で13万回以上再生され、SNS上でも「本当に本人が歌っているのか」等の反響があった。
2013年、民放の連続ドラマ史上記録的ヒットとなった『ラスト♡シンデレラ』（フジテレビ）に出演。三浦が演じる佐伯広斗役のビジュアルと艶然とした色気は大きな話題となりヒットを牽引、最終回の三浦の出演シーンで瞬間最高視聴率20.9％を記録した。同作品の撮影終了後、短期留学として1か月ほどニューヨークに滞在している。また、同年の出演映画『永遠の0』では第38回日本アカデミー賞優秀助演男優賞を受賞。その他、同年より Weibo（新浪微博）の公式アカウントを開設した。
2014年、「命を題材にしたドラマをやりたい」と自ら企画を提案した『僕のいた時間』（フジテレビ）で、筋萎縮性側索硬化症（ALS）を発症し苦闘する主人公を熱演。前作『ラスト♡シンデレラ』と全く異なる役柄を演じ、両作品合わせて第51回ギャラクシー賞個人賞を受賞した。同年、「常に自分が踏み入れたことのないフィールドを目指したい」と、日本・中国合作映画『真夜中の五分前』に主演。オール上海ロケで日本人キャストは三浦のみ、ほぼ全編中国語の台詞であったが、監督や海外の共演者から絶賛される中国語を披露した。「努力をして関わることで新しい景色が確実に見えたし、そこで新しく生まれる思考もあった。この経験が今後の自分の役者人生の財産になった」と述べている。本作は、上海での舞台挨拶ではスタンディングオベーションで迎えられ、中国で約4000スクリーンで公開されるなどのヒットとなり、韓国では第19回釜山国際映画祭でワールドプレミアとして上映、5,000人のファンが詰めかけた。
2015年、 大竹しのぶとダブル主演 したテネシー・ウィリアムズの傑作戯曲『地獄のオルフェウス』で、初のストレートプレイに挑戦。批評家の阪清和は「三浦がいかに豊かな表現力を秘めているかを証明した」と評している。映画では『進撃の巨人 ATTACK ON TITAN』『進撃の巨人 ATTACK ON TITAN エンド オブ ザ ワールド』に主演、規格外のワイヤーアクションに挑んだ。これについてアクション監督の田渕景也は、日本屈指のアクション監督たちが集う「アクションサミット」の場で、「今の日本のスタントマンが分かっておいたほうがいいと思うのは、”みんなは彼（三浦）に勝ってるのか？”ということ」「ほぼ一発OK。しかもノーテストでやった。実際にやったら（現場のスタントマン達は）誰も勝てなかった」と語っている。また、同年に月刊誌「プラスアクト」の連載『日本製』をスタート、初回は鹿児島県で同年12月に掲載された。この人気連載と日本全国47都道府県の旅は2019年までの5年間、続くことになる。

### 舞台での存在感、表現の場の広がり（2016年 - 2020年）
2016年、シンディ・ローパーが全曲作詞作曲し2013年のトニー賞で6部門を受賞した大ヒットブロードウェイミュージカル『キンキーブーツ』日本版 に主演。三浦は本作を2013年にニューヨークで見て衝撃を受け、「日本版が上演されることになったら絶対に自分が演じたい」と熱望し、役に合った肉体改造もしてオーディションを受けてこのドラァグクイーン・ローラ役を射止めた。全公演、即日完売。連日スタンディングオベーションの嵐が続き、第24回読売演劇大賞優秀男優賞と杉村春子賞を受賞。後に「初演が幕を閉じた瞬間から、再演するつもりだった」「転機となった作品」と語っている。2019年によりパワーアップして再演を果たし、再び大成功を収めた。
2017年、3度目の大河出演となる『おんな城主 直虎』で井伊直親役を好演。この後「土曜ナイトドラマ」の記念すべき第1弾作品として制作されたコメディ『オトナ高校』（テレビ朝日） に主演。前作と正反対の、今までに無い突き抜けたコミカルな演技は「新境地」と話題となった。また、この年にロンドンへ2ヵ月間の短期留学を行っている。
2018年4月より、紀行番組『世界はほしいモノにあふれてる』（NHK総合）で司会を担当。また、史上初のTBS・テレビ東京・WOWOWの3局横断、Paraviオリジナルドラマ『tourist ツーリスト』に全話出演。Paraviでは三浦が演じる天久真目線のオリジナルバージョンが独占配信されるなど新たな形態も話題となった作品である。ドラマ撮影では初となるオール海外ロケに臨み（バンコク・台北・ホーチミン）、念願の英語の台詞にも挑戦した。映画ではヒット作『銀魂2』で重要人物である伊東鴨太郎役を演じ、原作に忠実なビジュアルや美しい殺陣、演技力が絶賛された。なお、同年6月22日にインスタグラムの公式アカウントを開設。初回の挨拶は英語・韓国語・中国語（簡体字、繁体字）の4ヶ国語でメッセージが投稿され、スタートから4時間でフォロワーが7万人を超えた。
2019年1月より舞台『罪と罰』に主演。2015年に出演した『地獄のオルフェウス』でもタッグを組み、三浦の才能を高く評価していた世界的演出家のフィリップ・ブリーンは、難役・主人公ラスコーリニコフについて「この役を演じてもらいたいと思う俳優は、世界中どこを探しても三浦春馬以外は考えられない」と語っている。本作終演の2か月後に開幕した『キンキーブーツ』（再演）に主演。この2作で、2019年度の「WOWOW presents〜勝手に演劇大賞」の男優賞を受賞した。なお、『罪と罰』はストレートプレイ部門、『キンキーブーツ』はミュージカル部門の作品賞も各々受賞する快挙となった。
同年6月より「ポール・スミス」ブランド初の日本におけるメンズ ブランドアンバサダーに就任。
同年7月よりドラマ『TWO WEEKS』（フジテレビ）に主演、初の父親役を演じた。8月に本作の主題歌「Fight for your heart」で歌手デビュー。この1stシングルを「FNSうたの夏まつり」（フジテレビ系）生放送で初披露したところ、ハイトーンボイスによるこれまでにない魅力、圧倒的なダンスや俳優ならではの表現力は見る者を驚愕させ、本業の歌手たちも圧倒するほどであったという。出演後はTwitterのトレンドワードの上位に「＃三浦春馬」が挙がるほど、新たな三浦の一面に注目が集まった。
同年同月、韓国ソウルにおいて過去最大規模（世界61カ国から270作品が出品）で開催された「ソウルドラマアワード2019」で、アジアで精力的に活躍し大きな影響力を持つ俳優に与えられる「アジアスター賞」を受賞。英語でスピーチを行った。また、台湾にて自身初のファンミーティングを開催、700人の現地ファンが集まった。
2020年1月、エミー賞・グラミー賞・トニー賞を受賞しアカデミー賞にもノミネートされた全米ミュージカル界のスーパースターであるシンシア・エリヴォのコンサートに、海外ドラマ「glee」等で世界的な人気を誇るマシュー・モリソンと共にスペシャルゲストとして共演。英語で歌唱し、シンシアやマシューへのインタビューも通訳無しで行っている。また、2月にはアミューズのファン感謝祭、通称「ハンサム」の15周年記念ライブに“レジェンドハンサム”としてサプライズ出演した。
同年3月には、アンドリュー・ロイド＝ウェバー日本初演作品『ホイッスル・ダウン・ザ・ウィンド〜汚れなき瞳〜』に主演。本作品はロンドン・ウェストエンドにて1000回を超えるロングランを記録し、劇中歌「No Matter What」は世界18カ国でヒットチャート1位、プラチナディスクを獲得した感動大作であったが、新型コロナウイルスの感染拡大の影響により初日が2週間後ろ倒しになり、千秋楽が繰り上げとなるほか地方公演も全公演中止、計53公演中11公演の上演という結果になった。
同年4月5日、自身の30歳の誕生日に、著書『日本製』『日本製＋Documentary PHOTO BOOK 2019-2020』2冊を同時出版。408ページもの大作である『日本製』は、三浦が約5年かけて全国47都道府県を巡り日本文化・伝統・歴史・産業などを学んだ軌跡であり、初のドキュメンタリー写真集はこの1年間真剣に取り組んできた作品の舞台裏・自身の成長を記録したいという思いから刊行。経済学者の田中秀臣と、経済アナリストの森永康平は「この本（『日本製』）は決して旅行のお供、あるいは人気俳優のタレント本とかそういった気楽に読める内容ではない極めて本格的な教養本」であり「”日本発見”というのにふさわしい1冊」と評価している。発売日からわずか2週間で重版となり、後にオリコン年間本ランキング（ジャンル別）のTOP10にもランクインした（「#死去の影響」項も参照）。
同年6月、インスタグラムのフォロワー数が100万人突破。
2020年7月18日死去（詳しくは「#死去」の項を参照）。生涯独身。
同年7月23日、『コンフィデンスマンJP プリンセス編』公開。前作『コンフィデンスマンJP ロマンス編』から三浦が演じたジェシー役は、スピンオフ作品を期待する声が上がるほどの人気キャラクターであった。訃報の5日後であった初日舞台挨拶では出演者各々が三浦に言及。本作は土日2日間で動員28万6000人、興収4億500万円のヒットとなった。
翌7月24日、2ndシングル「Night Diver」のミュージック・ビデオ（MV）が公開。同日夜には『ミュージックステーション 3時間半SP』（テレビ朝日系）の同曲を生放送で初公開する予定だった。MVの再生回数は公開からわずか1日半で600万回を超え、29日時点で1000万回を記録。
同年8月15日、NHKドラマ『太陽の子』放送。本作はギャラクシー賞のテレビ部門9月度月間賞を受賞。「純朴さと狂気を併せ持った主人公を演じる柳楽優弥の演技力、対照的な三浦春馬の端正さと有村架純の強さ、田中裕子のすごみも素晴らしかった」と講評された。
同年8月26日、2ndシングル「Night Diver」リリース。自身が初めて作詞作曲を手がけた「You&I」、また初回限定盤DVDにはミュージック・ビデオ（MV）3作目として「YOU」 スタジオアコースティックライブVer.も収録。オリコンチャートの8月25日付デイリーシングルランキングで売上15万213枚を記録し初登場2位となったほか、10月度プラチナディスクに認定。デジタル配信では「You&I」が1.3万DLを記録し、8月26日付「オリコンデイリーデジタルシングル（単曲）ランキング」で初登場1位を獲得。同じく同CDの収録曲「ONE」は1.3万DLで2位、先行配信されていた「Night Diver」は1.2万DLで3位となり、2ndシングルに収録されている全3曲がTOP3を占める形となった。
同年9月、最後のドラマ出演作品であるTBS系火曜ドラマ『おカネの切れ目が恋のはじまり』放送（詳しくは「#死去の影響」項を参照）。
2020年秋には、自身初のショーケースライブ 「 Haruma Miura "Show Case Live 2020"（仮）」が東京と大阪で開催予定と発表されていたが、新型コロナウイルスの感染拡大を受けて開催は中止。配信での開催予定となっていた。
2020年12月 - 2021年1月には、新作オリジナルミュージカル『The Illusionist - イリュージョニスト - 』の上演、併せて世界初演キャストとして三浦春馬の主演（タイトル・ロール）が決定していた。原作はピューリッツァー賞受賞作家スティーヴン・ミルハウザーによる短編小説「Eisenheim the Illusionist（幻影師、アイゼンハイム）」で、エドワード・ノートン主演で映画化もされた話題作。演劇プロデューサーでウエストエンドのヒットメーカーとして名高いマイケル・ハリソンが企画、プロデューサーのスティーヴンのほか、脚本はピーター・ドゥーシャン、音楽はマイケル・ブルース、演出は『タイタニック』を手がけたトム・サザーランドと、英国演劇界一流の実力派スタッフが揃っており、2019年秋には日本でクリエイティブスタッフとメインキャストによるワークショップ（ストーリーや役柄、歌やシーンのディスカッションなど）を開催していた。三浦は「驚きを何度もくれる台本を読み、記憶に残りつい口ずさんでしまう楽曲を聴き、新たな名作のクリエーションに立ち会える事、身が引き締まる思い」「親切で豊かな創造性を持ち合わせたトム・サザーランドさんの力強い指揮のもと、スタッフキャスト一丸となって日本から皆様に愛され続けるミュージカルを作って行きます！」と語り、2020年6月8日には公式HPやメインビジュアルなど情報解禁、三浦を配したフライヤーも配布されていた。
2020年12月11日に、自身初の時代劇主演映画『天外者』が公開。幕末から明治初期に活躍した偉人・五代友厚の物語を映画化した作品（タイトル・ロール）で、2013年に『五代友厚プロジェクト』としてスタート、撮影は2019年中に終了していた。「五代さんを演じた期間はとても充実していたし、三浦春馬という俳優としても、ひとりの男性としてもベストを尽くすことが出来たと、胸を張って言える作品になった」と語っている。公開初日はTwitterのトレンドに「#天外者」がランクインし、公開から3日間で11万7959人を動員、興行収入は1億6653万7600円の大ヒットスタートとなった。また、上映劇場は26劇場が追加となり計229館での公開となった（「#死去の影響」項も参照）。
2021年3月12日に、映画『ブレイブ ‐群青戦記-』公開。主人公を導く徳川家康役で出演。また、同年に映画『太陽の子』の公開も予定されていた。

### 死去
2020年7月18日、午後からドラマ『おカネの切れ目が恋のはじまり』の撮影の仕事が入っており、マネージャーが自宅へ迎えに行った。しかし、応答がなく、メールなどを送信しても返事がなかったため、管理会社が部屋の鍵を開けて入室すると、意識のない状態で発見され、病院に搬送されたが、その後死亡が確認された。30歳没。
所属事務所のアミューズはウェブサイトにコメントを掲載し、三浦が7月18日午後2時10分に都内の病院で死去したことを公表した。また、四十九日を迎えた9月4日、三浦が亡くなった当日の経緯を公表し、「警察による現場及び時間経過の検証の結果、事件性は確認されず、検視の結果から死因は自死であるとの報告を受けました」とコメントした。
葬儀・告別式は親族と所属事務所の関係者だけの密葬で同年7月20日に執り行われた。
所属事務所には追悼式などを望むファンの声も多く寄せられたが、新型コロナウイルスの感染予防にも配慮した上で時期を考慮し、別途機会を設ける意向であると発表。同月31日、所属事務所は「お別れの会が執り行われるまでの間、皆さまからのメッセージをお預かりする」として 追悼サイト(archive) を立ち上げた。
同年10月28日、所属事務所アミューズは、年内の実施に向けて調整していた「お別れの会」について、新型コロナウイルスの感染状況やその他のあらゆる状況を考慮、また「アーティスト・三浦春馬が丁寧に取り組んできた作品と思いを皆様にお届けすることを大切にする」とし、未公開映画3作品がすべて公開された後、2021年7月を目安に実施するとの意向を示した。
2022年、三回忌を迎えた7月18日に東京・築地本願寺に納骨された。

#### 報道など
世界保健機関（WHO）は「自殺報道ガイドライン」で、「センセーショナルに扱わない」「記事を目立つように配置しない」「報道を過度に繰り返さない」「手段や場所を詳しく伝えない」などを呼びかけているが、いくつかのメディアは、手段や場所を具体的に報じたり、その原因を単純化して推測する報道を行った。そのため、民間団体「いのち支える自殺対策推進センター（JSCP）」は、ガイドラインを踏まえるよう各社メディアに書面で呼び掛けを行った。

### 死去の影響
突然の死去は「列島に衝撃」等、トップニュースとして連日メディアで取り上げられた。海外では、イギリスで最も歴史のあるタブロイド紙「デーリー・メール」で「『君に届け』や『進撃の巨人』などに出演したスター俳優」と紹介され、その他にもフランスニュース番組「MFTV」で速報、台湾 のテレビ局「TVBS」やCNN インドネシア、また米国ハリウッド・リポーター誌やフランスのプレミア紙などが相次いで報じた。台湾の中央通信社、香港のアップル・デイリー、中国のWeibo（新浪微博）はトップニュースとして報じている。米国バラエティ誌、イギリスのインデペンデント紙、フランスのフィガロ紙など有名メディアが訃報をツイッターなどで報じ、その才能を惜しむ声がSNSに数多く寄せられた。
インスタグラムは2020年6月にフォロワー100万人を突破していたが死去後に急増、同年7月28日時点で180万人を突破した。
特に高い人気を誇っていた中国では、2020年7月18日午後8時に三浦春馬関連のニュースのPVが11億を超え、更に伸び続け、関連するコメントも25万を超えていた。日本人としてはトップ5に入る392万人ものフォロワーがいたWeibo（新浪微博）アカウントでも悲しみの声が溢れた。

過去の共演者や友人、トレーナーや現場関係者など、国内外・多方面から寄せられた追悼コメントは100名以上に上る。以下一例。

- NHK 正籬聡 放送総局長：（あぐり / 武蔵 / 功名が辻 / おんな城主 直虎 / 太陽の子 / 世界はほしいモノにあふれてる などのNHKとの接点に触れ）「特に『おんな城主 直虎』で苦難の人生を歩んだ井伊直親役が非常に印象に残っている。まばゆいばかりの笑顔と、その一方で心のひだを醸し出すような陰影に富んだ演技がすばらしい才能」「NHKにとって、ずっと大事にしてきた宝物を失うような感じで、非常に残念（抜粋）」
- 日本テレビ 小杉善信社長：「16歳の頃からドラマに出ていただき、最近は映画もやっていただいた。非常に才能のある役者さん、もちろん歌手、アーティスト活動にも舵をきられていたが、本当に有能な方。今回の三浦さんの逝去に関しては、いちテレビ関係者として非常に大きなものを失った」
- シンディ・ローパー：「春馬はいつまでも『キンキーブーツ』ファミリーの大切な一員です。彼のご家族、そして彼が愛した方々へ心よりお悔やみ申しあげます。春馬はみなさんの心の中で生き続けるでしょう」
- 英国人演出家 トム・サザーランド：「Rest In Peace Haruma-San. So upset to hear of your passing. We have lost an incredible talent.」（我々は信じられないほどの才能を失った）
- 英国人演出家 フィリップ・ブリーン：「心の中を嵐が吹き荒れているようで、言葉が見つからない」
- 佐藤東弥監督：「（中略）美しく、優しく、誇り高く、前向き。彼も人間だから、そんなことばかりじゃなかったと思う。でも彼は、それを外に見せないようにしていた。それは人間として、とても立派な態度だと思う。僕は生涯彼のことを尊敬します」
- 西垣吉春監督：「35歳を過ぎて40代になったときには、日本の映画界や演劇界を担う人になってくれているだろうと期待していた」「もう一度、春馬君と一緒に映画を撮りたかった。ひそかに企画しているものがあり、私の作品でもう一度主演してもらって、後世に残る作品にしたいと思っていた（抜粋）」
- 映像ディレクター/プロデューサー 東市篤憲：「三浦春馬さんが、楽曲の世界観をダンスと表現にこだわりをもって演じたMV、Night Diver。その瞬間の一つ一つのシーンの表情や身体性に魅せられた。撮影中、何度も他のダンサーが寒くないかケアしてあげてほしい、と声を出していたことが印象に残っている（抜粋）」
- ミュージカル界の世界的スーパースター シンシア・エリヴォ ：「Rest well, friend. Your energy and love lives on. I want...to become the sky. Become the sky... And always look after you from above.」（友よ、ゆっくり休んで　あなたのエネルギーや愛は生き続ける　空になって、あなたのことを見守りたい）
- ミュージカルスター（米人気ドラマ「glee」等に主演）マシュー・モリソン：「伝説的なパフォーマーで友人」「彼はとてつもなく力強かった。熱意にあふれていた。今年初めに彼とステージで共演できたのはとても幸運でした（抜粋）」
- 上沼恵美子：「日本の芸能界が付いていってない、春馬さんに。彼が先頭を切ってたんだと思う」

- 死去当日の2020年7月18日夜、出演映画である『コンフィデンスマンJP　ロマンス編』が地上波で初放送（フジテレビ）された。番組冒頭、「三浦春馬さんが本日お亡くなりになりました。謹んでお悔やみ申し上げますと共に、心からご冥福をお祈りいたします」との追悼テロップが5秒間にわたり流れた。また、18日から19日にかけてYouTubeで生配信が予定されていた映画『コンフィデンスマンJP プリンセス編』の特別番組『27時間ぐらいテレビ』は18日に急きょ中止となった[141]。
- 2020年7月24日放送の音楽番組『ミュージックステーション』（テレビ朝日系）では、2ndシングル「Night Diver」を生放送で披露する予定であったが、三浦の死去を受け、公式サイトの出演者欄には追悼メッセージが掲載され、番組中は司会者によるコメントを添えた上で同作品のミュージックビデオが放映された[142]。
- 2ndシングル「Night Diver」は、「“表現者“三浦春馬が音楽というフィールドで新たな表現に立ち向かい、産まれた楽曲の魂を消さず、当初の予定通りに発売する事が一番大切な事である」と当初の予定通りの8月26日リリース[143]、また、本作の売り上げの一部を、三浦が生前より取り組んでいたチャリティイベント「Act Against AIDS」で支援を続けていた認定NPO法人「フレンズ・ウィズアウト・ア・ボーダーJAPAN」を通じ、ラオスの「ラオフレンズ小児病院」に寄付することが発表された[144]。
- NHK総合の特別ドラマ『太陽の子』は、追悼テロップ表示の上、当初の予定通り2020年8月15日に放送された[145][注釈 11]。
- 三浦がMCを務めていたNHK総合の紀行番組『世界はほしいモノにあふれてる』では、2020年7月21日（20日深夜）の再放送で冒頭で追悼の意を表すテロップが掲げられ、生前に収録を終えていた計3回分は予定通り放送された[146]。NHKには再放送を望む多くの声が寄せられ[147]、9月3日には「感謝祭SP」と題した総集編を放送。三浦のユーモアが効いた名シーンや無邪気な笑顔などが収められ、番組最後には共にMCを務めた歌手・JUJUの直筆メッセージ「Thanks a million!! From せかほし＆JUJU（ありったけの感謝を込めて）」が紹介された[148][149]。なお、新MCには三浦の友人でもあった鈴木亮平が起用され、「彼が愛し、作り上げてきたこの素晴らしい番組を大事に受け継いでいくことが、彼が彼らしく、真っ直ぐに生きてきた証になると信じました」とMCを引き受けた思いを語った[150]。
- テレビドラマとしての遺作となったTBS系火曜ドラマ『おカネの切れ目が恋のはじまり』は、2020年7月18日死去当日、公式ツイッターで「（中略）撮影現場ではムードメーカーでいつも現場を明るい笑顔で盛り上げ、大変な時にはそっと手を差し伸べてくれる優しさもある、皆から愛される方でした。スタッフ一同、心よりお悔やみ申し上げます」と追悼コメントを綴った[151]。本作における三浦は、準主演としてのキャスティングで4話目の途中まで収録していた。ドラマの放送を見送ることも検討されたが、関係者で協議が重ねられ、異例ともいえる「台本を練り直しての4話完結」での放送となった[152] 。予告映像は反響を呼び、YouTubeで瞬く間に再生回数200万回を突破した[147]。初回放送日の9月15日には、同作の公式サイトで改めて「（中略）スタッフ一人ひとりにいつも気さくに話しかけてくれた愛くるしい笑顔、役柄を突き詰める真摯な姿勢、誰からも愛された春馬さんの人柄を偲び、謹んで哀悼の意を表します」との追悼コメントが掲載された[153]。さらに最終回は、フィクションである物語の着地と同時に、三浦故人への追悼と愛惜の情を昇華させるような特別な構成と演出がなされ[154][155][156] 、最後に笑顔の三浦の映像と共に「春馬くん ずっと大好きだよ キャスト・スタッフ一同」と追悼メッセージが表示された[157][158]。「ドラマ史に残る伝説の回」と評され、ツイッターで「＃カネ恋」が日本のトレンド1位[159] になったほか「ドラマ満足度ランキング」で1位を獲得した[160]。
- 2020年4月に発売された著書『日本製』は週間2.6万部を売り上げ、品薄となり取引価格が高騰していたが、出版元であるワニブックスが7月28日に重版を発表[161][162]。「オリコン週間BOOKランキング」では『日本製』が8月31日付で、また『日本製＋Documentary　PHOTO BOOK 2019-2020』も9月21日付で、それぞれ初の総合1位を獲得した。さらに『オリコン年間BOOKランキング 2020』では、ジャンル別（タレント本）でそれぞれ8位と9位にランクインした[92][163]。
- 『キンキーブーツ』は、完売していた同作のサントラCD（日本版初演時の音源を使用したライブ録音）の再販が決定[164]。また、同作の映像化を求めた署名活動が行われ、2020年9月4日時点で約6万人の署名が寄せられた。権利問題で全編映像化は叶わなかったものの、ブロードウェイサイドの厚意により「特別な許諾」として、同年10月27日、同ミュージカルの公式YouTubeチャンネルで 「Kinky Boots Haruma Miura Tribute movie」 と題された約22分間の特別映像が公開された。当初は15分程度の映像の予定と公表されていたが、シンディ・ローパーをはじめとするクリエイティブスタッフから寄せられたメッセージを全て収録、さらに三浦春馬の未公開映像なども盛り込まれ20分強の映像となっている[165]。本動画の公開に当時の共演者たちもあたたかなメッセージを発し、動画は公開日から1日間で100万回再生を突破した[166]。
- ミュージカル『The Illusionist -イリュージョニスト-』は、主演アイゼンハイム役の三浦の逝去により公演の今後について協議されていたが、2020年11月3日、皇太子役であった海宝直人がアイゼンハイム役を演じ、来年1月後半に東京・日生劇場で上演と発表された[167]。この発表までの間（2020年10月迄）、公式HPは「カンパニー一同の想いから」三浦のメインビジュアルやキャスト紹介など、当初のままで残されていた[168]。再始動後の公式サイトには「日英共同新作となる本作が1歩ずつ前に進み、形作られる過程に積極的に参加してくださっていた三浦さんがこれまで注いでこられた情熱を受け継ぎ、本作が三浦さんの想いと共に世界に羽ばたくための第一歩として上演を決定いたしました」と上演決定の経緯がつづられ、「出演者・スタッフ一同、三浦さんの想いと共に一丸となり、上演を心待ちにしていただいている皆様の心に残る作品をお届けできるよう精進してまいります」と記された[169]。
- 死去の約1か月前の6月は、三浦のドラマ初単独主演作で根強い人気を誇っていた『ブラッディ・マンデイ」がParaviで独占初配信され、Twitterのトレンド入りするなど大きな反響を呼んでいたところであった。訃報に際し、漫画原作者・脚本家の樹林伸は「 〜中略〜（三浦の）打ち上げの時の素晴らしい挨拶は今もよく覚えている。いずれまたドラマでという願いは叶わなくなくなってしまったけれど、せめてご冥福をお祈りしたい。さようなら、ファルコン」と追悼メッセージを出した[170]。
- ファンからの強い要望により12歳時に初主演した映画『森の学校』が、2020年12月に全国公開された。同作はモスクワ国際映画祭に招待されるほど高く評価されたが、昔の昨品でDVD化やインターネット配信サービスに未対応であった[171]。
- 2020年12月1日に日本武道館にて新たなスタートを切った「Act Against Anything VOL.1 THE VARIETY 27」[注釈 12] では、冒頭で三浦への想いが綴られた岸谷五朗からの手紙が流れ、サンプラザ中野くんとパッパラー河合は『大きな玉ねぎの下で』を、2018年に三浦が同曲を歌唱した際の映像とともに披露。『星の大地に降る涙』の代表曲『愛すべき未来へ』は、ステージで歌う出演者たちと、スクリーン上に映し出された2009年の三浦初主演時の映像や歌声が融合するという特別な演出がされた。また、アミューズの歴代"ハンサム"メンバーによる『春の花』では、ステージ上のスポットライトをメンバーが囲み三浦のソロパートの歌声も交わるという、随所に三浦への想いが感じられる内容で開催された[172]。
- 『天外者』の公開記念舞台挨拶（2020年12月12日、TOHOシネマズ 六本木ヒルズ）では、共演者の三浦翔平の「やっと幕を開けることができた。春馬とともに我々はいます」という挨拶から始まり、監督や共演者から三浦の人格が偲ばれるエピソードが語られた。田中光敏監督はアフレコの際に編集の一部を見た三浦が「あのとき僕本当にがんばったんですよ。なのですごく感激しちゃいました」とうっすら涙を浮かべていたことを明かした。三浦翔平は最後に「春馬はたぶん今ここ（劇場）にいると思うけど……照れているんじゃないですかね。幕が開いてお届けできていることを誰よりも感謝していると思うし、誰よりも悔やんでいるかもしれない。でも、あのさわやかな笑顔で、ありがとうと言っているんじゃないでしょうか」「この映画を観終わったら、悲しい気持ちや寂しい気持ちになってしまうと思う。泣いていいと思う。でも、その気持ちをネガティブな方に引っ張らないでください。この映画の中で三浦春馬はものすごい熱量で演じてしっかり生きてます」「五代友厚と三浦春馬の思いをしっかり受け取って、今日、明日を一生懸命生きてください」と観客にメッセージを送った。全員の集合写真では、三浦春馬の立ち位置として、中央にスペースが空けられた状態で撮影された[173]。 また、同年12月20日には映画化までの7年を追った舞台裏ドキュメンタリー番組『天外者　五代友厚』（関西テレビ）が放送された[174]。同年12月25日からは映画本編エンドロール後に「3分のメイキング映像」が上映されることとなり、公開初日に完売したグッズの再販も決定した[175]。
- 2020年12月21日、所属事務所アミューズは、9月4日に告知した「三浦春馬基金（仮称）」[3] の最新状況として、「三浦の想いを未来へ繋げていくべく、三浦春馬に関するアミューズの全ての利益は「三浦春馬支援」と称し、ラオ・フレンズ小児病院を始めとする、あらゆる困難に立ち向かう人々への寄付・支援に充てる」「まずはフレンズ・ウィズアウト・ア・ボーダーJAPANを通じ、ラオ・フレンズ小児病院内にて使用される注射器や、感染症予防の為のスタッフ用グローブなどの購入、小児病院の運営維持に充てられる」と発表した（「#チャリティ活動について」項も参照）[176]。
- 死去から約半年後となる2021年1月16日には、2018年公開の映画『銀魂2 掟は破るためにこそある』がテレビ東京などで地上波初放送され「三浦春馬さんに心より哀悼の意を表します」というテロップが付された。ツイッター上では「銀魂2」や「三浦春馬」がトレンド入りするなど話題となった[177]。

## 人物
名前には「（1990年）午年の春に生まれ」、「天空を元気に駆け上がっていく駿馬のように」という意味や願いが込められている 。名づけ親は父方の親族の女性で、三浦姓は父親側の姓である 。「親が応募した（子役の）オーディションを受けたら受かっちゃった」というのが芸能活動の始まりである。子供の頃から背が高く、子役時代から実年齢より上に見られることが多かった。世界で活躍する写真家レスリー・キーは、三浦が18歳の時からずっと撮影を続けていた。
各メディアでは「正統派美男子、屈託のない笑顔が印象的」「高身長・長い手足で圧倒的な華があり、高い身体能力でスピーディなアクションもできるスター性抜群の俳優、陰のある繊細な演技を魅せる映像と舞台の両輪の魅力」「等身大の青年像から奇異なキャラクターまで変幻自在に演じる才能、歌も踊りもできて、独自の道を歩んできた」「子役から順調に出演し続けステップアップしてきた、今までにないタイプ」 「他の若手俳優とは明‍らかに違った輝きがある」「プロ意識の塊」 などと評される。『天外者』が撮影された”時代劇の本場”である松竹撮影所では、その道の熟練スタッフ達から「ああ、すごい。体も切れて、役者としての責任感もあって、懐ろも大きい、殺陣もできる、そういう時代劇の役者が久々に現れたな」「春馬くん、これから時代劇の主演が増えるんじゃないか」などと評されていた。
ルックスや才能に甘んじず、「芸能界随一の努力家」と言われるほど目標に対して一途である一方で、自分や周囲の環境について俯瞰し冷静に観察する視線を持ち合わせており、それが人柄・人間性からもうかがえる。常に考えを巡らせインタビュー等では独自の洞察を露呈しており「博学」「知的」 とも言われる（「#人柄」「#思考・哲学」項も参照）。

### 人柄
関係者の三浦に対する印象は一致しており、「誠実で嘘がない、まっすぐで純真、心が綺麗」「チャーミング、好青年で周囲に気を遣える」「謙虚、いつもまったく偉ぶることなく気持ちよく仕事をさせてもらった。とても思慮深い」「品がある」「真面目、責任感が強く作品作りに誰よりも一生懸命に取り組み、仕事で他人に迷惑をかけることを一番に嫌う」などと評され、芸能界でも人望が厚く、共演者や後輩からも慕われていた。過去に共演した石黒賢は「彼の悪口を言う人は1人もいない」と語った。23歳当時で以下のように発言している。
- 2019年の主演ドラマ『TWO WEEKS』で共演した高嶋政伸は、三浦の印象を「20代なのに成熟している。俯瞰的に見ている」、また映画評論家・映画監督の樋口尚文は「まだ三十歳になりたてなのに（良い意味で）老成した感じ」[195]、と語っている[196]。なお2011年のときには既に「（三浦は）皆さんが考えているよりもずっと大人」と言われていた（映画『東京公園』の記者会見にて：青山真治監督より）[197]。
- 『キンキーブーツ』の海外のクリエイティブスタッフやディレクターは「舞台で真のリーダーだった。誰もが尊敬し敬服の念をもっていた」と三浦のすさまじい努力が他の出演者やスタッフを牽引する原動力になっていたこと、また「初対面で彼がどれだけ優しい心の持ち主かわかった」と、謙虚さやあたたかな人柄にも触れている。常に“自分自身を向上させたい”と努力する姿勢が他のスター俳優とは違う印象と語った[198][199]。
- 新型コロナウイルスの影響により途中で打ち切りとなった『ホイッスル・ダウン・ザ・ウィンド〜汚れなき瞳〜（英語版） 』の千秋楽の挨拶では、まず先に幼い子役へのポジティブな祝福と拍手を観客に求め、公演打ち切りに対する大人たちの無念さが子どもの心に暗い影を落とすことなく、この舞台を祝福された成功として記憶できるように「おめでとう」「ありがとう」という言葉を散りばめ子役らを気遣ったほか、その後も他の共演者に発言の場を与えることに心を砕いた。自身の挨拶では、自粛が求められ「不要不急」という言葉が文化や芸術に向けられている状況を踏まえて、以下のようにスピーチした[200]。

- コロナ禍におけるエンターテイメント界の打撃については、「業界全体について自分が話をするのはおこがましい、あくまで個人的に思っていること」と断りながら、以下のように語っている[201]。

- 著書『日本製』は、月刊誌「プラスアクト」の連載を書籍化したものであるが、「日本の工芸・食・産業などをもっと知りたい、日本の魅力を海外の人にもしっかり伝えたい」という思いから受けた企画。多忙を極めるスケジュールを抱えながら、雑誌連載一つのために毎回地方ロケに匹敵する移動と宿泊を行い、しかも地元の職人たちに丁寧に取材を重ねるための事前勉強もしっかりと行うということを、47の全都道府県を回るまで約5年間続けた。取材から得られた示唆、演劇産業や演じることの意味についても三浦自身の言葉で述べており[200][201]、「僕ら役者も強い覚悟を持って、演じる仕事に取り組まなければいけない、プロフェッショナルで一途でいることがいかに尊いかを感じられる取材だった」[188] と語っている。
- 一般の方などとの心温まるエピソードや三浦の「気配り」が垣間見えるエピソードも数多く語られる。
  - 自身が常連のパン屋の店主が入院した際にはお見舞いに訪れたり、パン屋の出入り口のマットがめくれていたときには、かがんで手でマットを直していたという。また、三浦が住んでいたマンションの住人とは挨拶程度の関係であったが、居酒屋をやっている話を聞き、三浦は実際にその居酒屋を訪ねた[202]。
  - 音楽プロデューサーでミュージシャンの福田裕彦は、「Act Against AIDSコンサートでは三浦が登場したとき地鳴りがするほどの歓声が上がった。それほど人気があるにもかかわらず、打ち上げでは一番最初に会場入りしてみんなの食器揃えてた。そういう子でした三浦春馬は」と振り返っている[202]。
  - 三浦を度々撮影し、通訳も務めた台湾のカメラマン・陳欣慧は 「息子を伴って東京の病院で手術をしたとき、わざわざ見舞いに来てくれた」 「台湾で地震が発生したとき、LINEで私の家族や知人に被害はないか真っ先に案じてくれた」と語っている[190]。
  - 大泉洋は、業務提携先のアミューズの後輩である三浦について、『こんな夜更けにバナナかよ』の北海道での撮影中に「三浦春馬くんと、豊平川の河川敷を毎日のように一緒に走った事が昨日のことのように思い出されます。自分は特に痩せなきゃいけない役でもなかったのに、（痩せなければいけない）僕と一緒にずっと走ってくれました。本当に真面目で、いいやつで、素晴らしい役者でした」と所属事務所のブログに綴った[203][204]。

### プロ意識、努力
- 2014年のドラマ『僕のいた時間』では、ALS（筋萎縮性側索硬化症）に侵された主人公の役作りでALSの患者の会を取材したほか[91]、体重を10キロ以上落とした。「運動したら筋肉が目立ってしまうから痩せるにも運動ができない。食事制限をしようにもやっぱり人間は動かないとどんどん気持ちが落ちていく」と、今までで一番苦しかった作品、と語っている[66]。またALSについてひたむきに勉強し、筋ジストロフィーについて学んだことを、付け焼刃ではなく血肉化した知識として話せていた[205]。
- 『地獄のオルフェウス』のプロデューサーから『メソード演技」という本を紹介され、以来参考にしている。例えば「”陽の光が顔に当たっている”ということを表現するとき、顔のどの部分に一番温もりを感じているのか、また、どんな風が吹いているのかということまでしっかりと考える。そうして自分がいる環境を細かく丁寧に想像することが、心の表現に繋がっていく」[206][207]
- 『キンキーブーツ』の準備では、ドラァグクイーンとして体が細いだけだと美しい曲線は表現できないと上半身や足も鍛えた。また、本番では12cmのヒールを履いてのパフォーマンスが必要とされるため、稽古に入る前から家でハイヒールを履き、掃除機をかけるときもハイヒールを履いていた[208]。
- 2019年の舞台『罪と罰』での主役の際は、役作りのため自らの足で教会に出向き、牧師の方に歴史的背景やドストエフスキーをどう理解したらいいか等、約1時間半にわたって質問を繰り返した[209]。
- 『コンフィデンスマンJP ーロマンス編ー』でのジェシー役のカリスマ性の表現には、友人から教えてもらった、”人はどういうところに、どういう瞬間にカリスマ性を見いだすのか？”という海外の論文（研究資料）を参考にし、話し方、振る舞い方、視線の投げ方を学んで撮影に臨んだ[210]。
- 行定勲監督 は映画『真夜中の五分前』について「精密機械を扱うのはふりでよかったのに、勝手に修行に行って、本当に改造できるくらいまでになった。北京語の発音についても全部の発音においてパーフェクトだった。努力家というのもあったが、天性の才能もあった。精密な俳優。自分らしく、ではなく、まずは実直に正確にやることから始める」と評した[211]。
- 関係者曰く「努力を惜しまず、その努力をひけらかさない」。「Night Diver」のMVも撮影初日から完成度の高いダンスを披露していたという。それを見れば三浦がどれだけ練習してきたか手に取るようにわかり、バックダンサーも感心しきりで『彼のためなら…』とチームが一体化したという[97]。
- 「未来の自分に言い訳をしたくない」[188]「やりたいことは絶対にカタチにする、ですね。妥協は絶対したくない。表現する仕事をさせてもらっている者としては、クリエーションに関して力を抜くことは嫌なんです。これがやってみたいと思いついたことに関しては実現できるように最善を尽くす。それが、僕なりの『掟』ですかね。やる前から無理だって諦めてしまうことはしたくありません」（2018年、役者としての掟を訊かれての回答）[212]
- 自身のことを「自分よがり」と語り、やりたいことを諦めたり妥協する方が気持ち的に具合が悪くなる、という[188]。ストイックであることにも「そうしている方が心の状態がよい」と語っている（12月7日放送『あさイチ』（NHK）にて）。

### 仕事について

#### 役作り・仕事選び
徹底した役作りに定評があるが、 普段の生活に役を引きずることは「無い」という。「この世界に入って20年以上が過ぎていますから。芝居と現実の切り替えは、得意になったのかもしれない。最近は、その場その場で全力を出し切り楽しめているせいか、日常生活もきちんと送れているような気がする（笑）」 。「今は本当に正直に生きている。僕は思ったことを割と抱え込んでしまうタイプだけど、何も溜め込むことなく、すごく健全にいい仕事、いい生活ができている」とという。
仕事選びについては、「海外に行きたい」「こういう役がやりたい」と言うようにしており、マネジメントと共有し、そういうオファーが届き「いただいたものを毎回すごくいいなと思いながら、全部納得して、全力でやらせてもらっている」という。マネジメントとは、「俳優人生を長い目で見たら、これは絶対にやりたい・やらせたいという仕事がない時期は吸収の期間にしよう」としていたが、オファーされる仕事が「本当にいい仕事ばかりだった」ので、結果的にはほぼ受け、目の前のその仕事に集中して納得いくまで準備してきたという。
「年齢を重ねて、今、俳優という仕事がどんどん楽しくなってきている。演じ方にも色々な方法がある等。ここ最近おもしろい作品に恵まれている。今、やりたいことや目標がどんどん生まれて来ているので、それに向かって邁進して行く。やったことの無いもの、毛色の違うものなどに挑戦して行きたい。いい役者になりたい。」「演じられるキャラクターの幅が広がったことで、（最近は）多面的な役をいただけるようになった。20代半ばの頃から、よりヒューマンな役を演じたい、よりユーモアのある役を演じたい、コメディに挑戦したいと思うようになって。周りの人たちの協力があって、こうして色々な役に挑戦させてもらえている、機会をいただけていることが本当に嬉しい。いま、仕事がすごく楽しい」「こんなに充実したチャレンジングな仕事に関わらせてもらっているのはファンの皆さんのおかげ」 と語っている。
ライターの木俣冬によれば「（三浦は）最高のエンジンとボディを整備したレーシングカーのような威力がある。とにかくキレ者という印象」で、三浦が念願の悪役に挑んだ『銀魂2 掟は破るためにこそある』でもそれは健在であったという。また「三浦の持つその強風のような速度は危うさでもあり、基本、笑顔がやさしく少年の心を失わない好青年という印象もある彼が、役によっては時々ものすごく獰猛な瞳をしていた。そのちょっと飢えたような瞳が色気に転じて女性を魅了する」と評している。
映画評論家・映画監督の樋口尚文は「ひたすら主役のステイタスを志向するのではなく、主役であれ脇役であれ役柄の面白さを第一義とする"個性派俳優"」「年齢を重ねたら、成瀬巳喜男の映画に出てくる上原謙のような、凄く二枚目なのに妙にあれこれ人生の苦渋や迷いやエゴを感じさせるスタア性格俳優になっていったのではないか」 と評している。

#### 現場において
共演者の演技に「よかったよ」などのフィードバックをしたり寄り添う優しさを見せ、皆を気遣う座長・ムードメーカーであったと言われる。現場スタッフに行われたアンケートでは三浦の人気がダントツで、「相手によって態度を変えるようなことは一切なく、どんな相手にも分け隔てなく接する」「スタッフが“やって当たり前”な些細なことに対しても、きちんとお礼を言ってくれるので、スタッフたちのモチベーションを上げていた」と、スタッフからの厚い信頼、支持を得ていた。台湾のカメラマン・陳欣慧も「春馬はどんな仕事の現場でもスタッフ全員に目配せし、誰か取り残されていたり落ち込んでいないかを確認する。そして焦っているスタッフには温かい心配りを忘れない」と語っている。
また、監督やスタッフと積極的に提案や意見交換をし作品作りに関わっていく姿勢であった。『真夜中の五分前』（2014年） の行定勲監督は、トラブルの続出で大変だった上海ロケで三浦が「相棒のような存在だった」と語り、『天外者」（2020年）の田中光敏監督は、三浦がキャスティングのコーディネートまでしていたほか、共演者の欠席をプライベートでフォローしていたこと、小物にまでこだわり情熱を持って作品作りに関わっていたことを明かし「座長として素晴らしい」と称賛した。

#### 仕事観
「演じること」が好きでこだわっており、「演じていて本当に高揚する時間帯、瞬間がある。泣くシーンや怒り狂うシーン、そういう人間の沸点みたいなところを演じていて、バチっと決まると気持ちいい。胃が痛くなったり、体がどっと疲れたりも多々あるけど、やっぱり役者はやめられない」「芝居や表現することは自己実現なので仕事がなくなると具合が悪くなると思う（笑）」 と語っている。
若い頃は「30歳までに〜」を一つの区切りとして考えていたが「30以降、どう戦っていけるかのほうが大切だと思うようになった」という。「今は素晴らしいフィールドを用意していただいているので、そこで自分が納得する表現をして、誰かに喜んでもらうことを目指して日々を過ごしている。でも、いつかは想像を超えたい。みんなの想像だけじゃなく、自分の想像も」。「目指す自分を頂上だとすると、頂上は今まだ雲の上、今はまだまだ2合目くらい。自分との向き合い方がわかった今、あとはもう『やればいいだけ』」。「趣味が未来の自分構築みたいな感じ。そのために何をするか。それがどうしても一番優先になる。」
（どうあることが今一番心地いいですか？の問いに）「自由でいたい。本当に自由人なんです」と語っている。

### 海外志向、外国語学習
20歳を過ぎた頃から「自身の可能性を広げるためにも英語を学びたい・長期で留学に行きたい」と考えていたといい、海外志向はその後一貫している。ハリウッドスターの名前が連なるハリウッド・ウォーク・オブ・フェームで、シンディ・ローパーや脚本家ハーヴェイ・ファイアスタインのプレートを見つけては「いつかは自分も名前を刻めたら」と意欲を示し、晩年は「海外の作品にも挑戦したい、自身の大きなゴールの1つに海外のステージに立ちたいというのがある」 と明言していた。具体的な作品名としてブロードウェイ・ミュージカル『アリージャンス』を挙げ、「ブロードウェイで活躍しているアジア人の実力者のパフォーマンスに感動、自分もやりたい」と思ったという。また、海外で仕事のオファーを受けるための準備として殺陣と居合の稽古をしていた。特に具体の予定があったわけではないが、日本人なら出来て当然という期待値があるため で、『日本製』の取材も、海外で自国のことをちゃんと語れるようにという動機によるものだった。語学学習は、長期留学は時間が取れず、2013年にニューヨーク（1か月）、2017年にロンドン（2か月）への短期留学を行った。それ以外でも英語で日記をつけるなどして日常的に英語力を鍛えており、積極的に英語での会話を行っている。
また、英語のみならず、日中合作の『真夜中の五分前』の主演では3か月の猛特訓で中国語を習得。主人公に想定していた語学レベルを超えており、行定勲監督は「うますぎて困った」と話した。
- 英語学習のエピソード：2014年のドラマ『殺人偏差値70』（日本テレビ系）で共演した高橋克実は「一番印象的だったのは移動して撮影の合間とか弁当を食べて空いていた時間に、必ずオンラインで英語の勉強をしていた」とコメント。『おとなの基礎英語』（NHK Eテレ）に出演していた坂下千里子は三浦から「番組をいつも録画して見てるんですよ」と言われたと明かしている[228]。また、舞台観劇と英語勉強のために2日間だけロンドンに滞在した際、旅行中のハリセンボンの近藤春菜と現地で食事をすることになり、三浦は「英語の勉強をしたいから」と、店の予約も全てしたという[228][230]。2018年の映画『こんな夜更けにバナナかよ 愛しき実話』で共演した高畑充希は、コロナ自粛中に一緒に英語の勉強をしていたと明かし、三浦からのテキストメッセージを公開した。「We are having through hard time｜But don't forget smiling｜Because to smile is Increasing｜your Immune system」（僕たちは辛い時間を過ごしているけど、でも笑顔は忘れないで！だって笑顔は免疫力を上げてくれるからね。）[231][232]
- 2015年には「語学力をもっと身に付けたい。25歳になった自分は、もう少し英語が話せたはずなんだけどな（笑）」と話していたが、その1か月前にハリウッドで行われた映画『進撃の巨人 ATTACK ON TITAN』のワールドプレミアでは流暢な英語を披露。会場で大きな歓声を浴びていた[228]。なお、同作の香港でのワールドプレミアでは流暢な中国語でスピーチした[233]。
- 2018年に出演した『tourist ツーリスト』では初の英語台詞があり「初めてだったので純粋にうれしかった」「自分なりに向上心をもって取り組んできたことが形になるうれしさがあった」と語っている[70]。
- 2019年「ソウルドラマアワード（英語版）アジアスター賞」授賞式では、海外での栄誉に感謝の意を伝えるとともに、自身が俳優として携わるエンターテインメントが国境を越えて持つ力について語り喝采を浴びた[83][234][235]。

### 舞台志向
「今後、自分が本当に活躍したいジャンルとして、歌や踊りという方向性がある」「少しでも自分が、日本におけるミュージカルシーンを活性化していく一つの大きな歯車になれるようにー」と今後の方向性を語っている。「もっと若い世代から、ご年配の方まで、（舞台を）観て、身近に感じてほしい。そして産業としてきちんと潤ってほしい」。そのためには「ドラマや映画などの映像の現場でも頑張って、お客様を呼ぶ必要がある。今の僕にとってはドラマも映画も舞台も全部やりたいこと。僕自身がそれら（映像と舞台）を循環させる役目を担わなければならない」と述べている。「日本ではまだ著名人を観に行くという感覚の割合のほうが高いと思うから。スキルや作品性を楽しむお客さまも増えてきてるとは思うけど、やっぱり名実ともに大きな存在にならなきゃいけないな、というところでできる限りのことをしていきたい」
- 「舞台に立つと特別な自分がいるというか、うまく言い表せない種類のエネルギーがどこからかあふれてくる。普段生活しているときのエネルギーが80パーセントだとしたら、その倍以上のものをあの2時間〜3時間でだしながらいる感覚って、とても気持ちがいい。それを思うとワクワクする」[61]
- 「10年後も舞台の上に立っていたい。ミュージカルでやりたい役もいっぱいある。例えばジキルとハイド、ジーザス・クライスト・スーパースター、昨年のトニー賞を総なめにしたディア・エヴァン・ハンセン(英語版)とか―。日本で再演する時は、絶対にオーディションを受けたい。でも、日本でお客さまを呼ぶにはネームバリューがいつでも必要。だから、しっかり映像でもいい芝居して―。まだまだ経験的には浅いし、いろんなジャンルの監督と出会い、学ばせてもらい勉強していきたい。」[66]

### 歌手活動について
アクターズスクール出身で10代からのストリートライブ活動、2006年から毎年出演したアミューズ「ハンサムライブ」やAct Against AIDSチャリティコンサート、数々のミュージカル等、歌唱力やダンスは卓越した実力、と定評があった。2016年には『キンキーブーツ』出演にあたり、ニューヨークでシンディ・ローパーの専属トレーナーからの指導を受けている。
歌手デビュー（2019年）については、「以前から”歌手活動をしないか？”という話はあったが、自分としては歌手活動は避けてきた。だが、歳を重ねるごとに歌への興味や、ミュージカルの助けになるような”歌の技術”を伸ばすことに興味を持ち始めたこと、また、純粋に「自分たちの作品をより多くの人に見てもらいたい」との思いで、ドラマ（『TWO WEEKS』）の主題歌を担当した」という。「どんな意見があってもいいんです。ドラマに興味が向くのであればいいと思う。こんなに多くの時間を割いて、寝る間も惜しまず作ってるスタッフやキャストの頑張りを見てほしいじゃないですか」。
- 2017年の主演ドラマ『オトナ高校』の主題歌である高橋優 の「ルポルタージュ」には、当初コーラスのみで参加予定だったが、三浦の歌声に高橋が魅了され、急遽サビを高橋と一緒に歌った「ルポルタージュ（三浦春馬と唄ったver.）」のレコーディングを実施。三浦の勘の良さ・飲み込みの早さを高橋が讃える一幕も。この音源は期間生産限定盤にボーナストラックとして収録された[239] 。
- 2019年『罪と罰』大阪公演中に迎えたバレンタインでは、楽隊と即興的にクラシック 曲「アヴェ・マリア」（カッチーニ） を全編ファルセット で歌唱。非常に高音のキーもブレずに、十分にコントロールされた美しい歌声を披露した[240] 。

### 身体能力
定評がある高い身体能力は、「進撃の巨人」（2015年）でのワイヤーアクションや12cmのヒールで舞台上を歌い踊る「キンキーブーツ」（2016年）、キレのあるダンスや美しい殺陣、アクションシーン等、随所で発揮されている。「ラスト♡シンデレラ」（2013年）でBMXの演技指導をしたプロライダー 米田大輔曰く、「始めてBMXに乗った日に、両輪を空中にあげてジャンプする技を10分くらいでできるようになって驚いた。運動神経がすごく良い」。ライターの木俣冬によれば、キンキーブーツの三浦は「つま先から指先まで筋肉がこれ以上ないほどベストな動き」であり、「もともと、とにかくひとつひとつの動作が決まる。動きは速いけれど止めるとこはしっかり止める。動作が決して流れない。それができる恵まれた身体性のみならず、自分を律する確かな精神性があったからこそ」であるという。また、映画ライター SYOは「舞台や画面の中でどう動くか、それによって”どう受け取られるか・どんな印象が生まれるか”まで見えている役者は、やはり身体のキレが違う。三浦はそれに加えて空間を掌握する能力が大きく、オーラや圧というものをどれくらい発揮してその場を支配するのかなどの調整で“カメラの目”を持っているので、クオリティもスムーズさも格段に上がる」「数々の舞台で活躍してきた三浦春馬さんは、”動く”ひとつをとっても非常に洗練されていて、流麗。迷いがなくすいすいと動き、場の空気を”持っていく”」と評している。
- 舞台『星の大地に降る涙』（2009年）や『海盗セブン』（2012年）でバク転を披露しているほか、『ZIPANG PUNK〜五右衛門ロック III』（2012年）の本番中にはアドリブでバク宙をしたことがある[243]。
- 『KinKi Kidsのブンブブーン』（フジテレビ系、2016年7月3日放送）で体力測定をテーマとした回にゲスト出演した際には、全て平均を軽々超えた結果を出した。脳の命令系統と体の神経の協調性をチェックするテストでは、「100人やっても一発でできる人はいない」という難易度ながら三浦は初回で完璧にクリアし、その場にいたトレーナーは「素晴らしい感覚。若いも老いも関係なくホントに頭と体のフィットネスができてないとできない」と驚きをもって讃えた。また「20mシャトルラン」では、25〜29歳の男性の平均値67回を大幅に上回り、15歳男性の平均値以上となる92回を打ち出した[244][注釈 13]。
- キックボクシングのマンツーマン指導を受けている際のキレキレの動きがSNSで紹介されたり、親友であるキックボクサー江幡睦・江幡塁の元にトレーニングに行くなど、日常的なトレーニングも行っていた。江幡塁は「どんなに忙しくても資本となる身体の管理を怠らない。彼の姿勢に刺激を受けます」とコメントしている[245]。
- 2018年頃から、海外進出を見据え日本舞踊や殺陣の稽古を本格化している[55][246]。『天外者』で披露した殺陣は、田中監督と助監督より「こんなに殺陣ができる役者だったのか」「あれほどの動きもできるうえに、所作も完璧で、筋肉もちゃんと付いている。つまり、ちゃんと刀が振れるような体に出来上がっているというのは日頃の鍛錬があってのもの。反射神経とか運動神経の良さみたいな部分はもちろん、センスの良さも抜群」と評されている[224]。

### 困難に対して
2018年のインタビューによると、「俳優をやめたいと思ったことは何度もあり、特に覚えているのは19歳と23歳のころ」と言う。19歳の頃は『星の大地に降る涙』『サムライ・ハイスクール』『ブラッディ・マンデイ シーズン2』と切羽詰まった役柄の主役が何本もあり、環境の変化が目まぐるしく、初めてのオーバーワークに直面、挫折とパニックに陥った。自分の時間が無くすべてに自信を失うほど精神的に参っていたという。「役者をやめて俺は農業の道に行こう」「とにかく今の状態から逃げ出したい、故郷へ戻りたい」という一心だったという が、母親に説得され思い止まった（2012年2月5日放送『ホンネ日和』（TBS系）寺脇康文との対談等）。この時の状況は、後に本人が何度か語っており、20歳時には「当時は弱かった」「今までは何か問題を抱えても自分の力だけでどうにか解消してきたが、ギリギリまで追いつめられると意外と近くの人には相談できないものなんだなと思った。というのも、周りのみんなが輝いて見えて、だからなおさら相談できなくなる……。弱みを見せたくないという気持ちは確実にあった。でもそれを吹っ切って、家族やスタッフ、友人に話をして浮上するキッカケを掴んだ。叱咤激励され背中を押してもらって少しずつ回復していき、ようやく「本当にこの仕事が好き」と言えるようになった」と語っている。その後には以下のように持論として語っている。
また、23歳のときは「仕事が忙しかったし、プライベートなこともいろいろ重なった」と言う。その際は「違う何かに触れる」ことで乗り越えた。例として、それまでアルバイトをしたこともなかったが、俳優とは全く違う現場でしばらく力仕事の経験をし「目を向ければいろんな仕事があって、頑張っている人がたくさんいる。世界は広いんだなと思ったし、以前よりも社交的になった。昔は何考えているか分からない感じだったんじゃないかな。取材でもこんなにしゃべれなかったし。スタッフさんとの距離も縮まったような気がします」と語っている。また、旅に出たり海外に身を置いたりすることにも救われた、と振り返っている。

### チャリティ活動について
Act Against AIDS（アクト・アゲインスト・エイズ / 略称：AAA）には、2007年以降、毎年チャリティコンサートに出演するなど精力的に活動。発起人で中心となって活動していた俳優・岸谷五朗や寺脇康文の意思を受けつぎ、活動の中心人物として認知され（2014年以降は岸谷や寺脇とMCも担当）、イベントの中盤に毎年欠かさず行われた「AAA報告」では、三浦による収支報告も恒例となっていた。
仕事で多忙な合間をぬって、2014年・2016年・2017年の3回に渡りラオ・フレンズ小児病院へ視察を行っており、2014年、現地で出会ったHIVポジティブのトンシーちゃん（当時9歳）が病と闘う姿を目の当たりにし、医療支援の大切さを改めて実感。それ以来、これまで以上にライブ等で「みなさんの支援がまだまだ必要です」と訴えるようになった。 2017年にトンシーちゃんに再会、温かく子供たちを包み込む様子はAAA「THE VARIETY」でも動画などで紹介された。
特定非営利活動法人フレンズ・ウィズアウト・ア・ボーダーJAPAN代表の赤尾氏は「日本武道館にいらっしゃる皆さんは（支援の）実感が無いかもしれない。しかし私たち側からすると日本武道館に集まっている皆さんが支えてくれているという実感がものすごくあり感謝している」と言い、（三浦のような）発信力のある者がただ報告をするだけではなく、実際に現地に出向き状況を把握、肌で感じたことを持ち帰り、生の声や温度感を伝えることは、実際に見聞しているからこその言葉の力があり、支援した者への支援の実感を与える効果がある」と述べた。三浦の訃報を知ったラオ・フレンズ小児病院からは“涙の感謝状”が届けられ、「フレンズ・ウィズアウト・ア・ボーダーJAPAN」のHP上で、《春馬さんへ》から始まる追悼文として掲載された。

### 思考・哲学
「博学」「知的」 と称され、儒教も勉強していた。メディア編集者からも「記者が何を期待しているのかをしっかりと把握し、具体的なエピソードとともに語ってくれる」「取れ高が素晴らしい」 といわれ、長らく三浦に着目してきたという経済学者の田中秀臣は、三浦の各インタビューや著書『日本製』、仕事観（「#仕事について」も参照）などからうかがえる深い洞察や思考の表出・言語化について触れ、「複雑な思考の上に構築された三浦春馬ワールドがある」「（ドストエフスキー原作の舞台『罪と罰』のインタビューなど）哲学者レベル」という。

「俳優として今いちばん興味があること」を訊かれた際には、三浦は「変に思われるかもしれませんが、よりよく生きること。いろいろな意味でよりよく生きれば、日々のマインドも波風立てられずに、仕事でもしっかり自分の役目を果たせるんじゃないかなと思うから」と答えている。また、自身のTwitterにて以下のように発信している。
この頃は、平和への思いをスピーチした「ソウルドラマアワードアジアスター賞」授賞式や、また世界的ミュージカルスター シンシア・エリヴォとの共演など、グローバルな活躍と併せて『日本製』の取材を完遂し出版に向けた準備を行っていた時期であるが、発信の真意については不明である。本ツイートは様々な憶測を呼び、三浦への一方的な誹謗中傷も寄せられる事態となったが、三浦は当該ツイートを削除することはなかった。一切の反論などもしていない。
『日本製』に関するインタビューでは、「日本は島国なので多くのことは大陸から学んだのかもしれないが、限られた土地の中で一生懸命に試行錯誤して、自分たちの文化にしてきた。日本人は古くから目に見えない菌を使ってたくさんの発酵食品をつくってきたが、この連載を通して改めて47都道府県を見るに、その土地で試行錯誤を繰り返して、自分たちの技術として培ってきたものというのは、発酵と同じようなことが言えるんじゃないかと思う。日本における素晴らしい技術や、繊細な思いやりは、その製品がより洗練されるための栄養素になっていて、「日本の伝統工芸や文化の強みは」と聞かれたら、声を大きくして「発酵の精神」というものがあると言えるし、そのことに気づかせてもらったと思っている」と述べている。
愛読書は以下を挙げている。
- 『3週間続ければ一生が変わる : あなたを変える101の英知』（原題：Who will cry when you die? ）ロビン・シャーマ（英語版）著,北澤和彦 訳（海竜社）ISBN 978-4759310962 ：「自信の形成を助けてくれる・自分を高めてくれる」[259]「特にウッドロー・ウィルソン元大統領の言葉に感銘を受けた」[260]
- 『旅をする木』星野道夫 著（文春文庫）ISBN 4-16-751502-4 ：「（アラスカの）写真はもちろん言葉もとても美しく、自分の調子が悪かった時、彼の使う言葉に癒され元気づけられた。いつか必ず自分もアラスカに行きたい。自然と共存して生きていく中で生まれるインスピレーションを自分も体感したい」[206]
- 『メソード演技』エドワード・D イースティ著,米村晰 訳（劇書房）ISBN 4-87574-501-X ：「”役をいかに表現するか”を考える作業は好き。これまで演技論を勉強する機会がなかった自分にとって、非常にためになった一冊」[206][207]
- 『論語と算盤』渋沢栄一著（角川ソフィア文庫）ISBN 4044090017：『天外者』の五代友厚役を演じるに際し、五代が学んだであろう『論語』と併せて読んだという。「役作りにおけるヒントが色々と散りばめられすごく参考になった。何かものを考える時は『論語と算盤』の「論語的考え方」を持ち合わせられたらいいなと思えるようになり、とても影響を受けた。素晴らしい本。「なんか調子悪いな」っていう時に読んでもいいんだろうなと思う」[258]

### 趣味・嗜好
- 料理が得意で[187]、余った食材を翌日に活かす「リメイク料理」なども紹介され話題になった[261]。朝食は自分で作って用意するようにしていると言い、”1日3回の食事は将来の自分への投資”との考え方のもと、品数の多さと食べる順番にこだわっている。「今僕は仕事がとても楽しくて、絶対に体調を崩したりしたくない（笑）」と、この食べ方にして日々エネルギッシュに過ごせていると語った[238][262]。
- 特技はサーフィン、サッカー[6]。小学校で2年間、中学校で2年間、サッカー部に所属[178]。サーフィンは「15歳のときにサーフィンにまつわる映画（『キャッチ ア ウェーブ』）に出演したのがきっかけでずっと続けている」。
- ギターは中学2年から始め、弾き語りができる[25]。

### 家族・親族
- 三浦が母から聞いた話によると、「祖父は戦場には行かなかったが戦争体験者で、学徒兵として召集がかかったが、特攻隊員としての適性検査で視力が足りず不合格になった。戦後、努力して学校の先生になり、最終的には校長になって瑞宝章を授与された」という（『永遠のゼロ』のインタビューより）[263]。尚、本インタビューでは「つらい状況におかれながらも努力できる血が僕にも流れていると思うと、この先辛いことがあっても努力できる能力はきっとあるのだ、と思えるようになった」「たとえ知りたくないことがあったとしても、自分がなぜここにいるか、ということや自分の生い立ちを知ることは、人としての成長につながっていくと思う」と語っている。

## 交友関係
- キックボクサーの江幡睦・江幡塁は、同じ茨城県土浦市出身で、小学校時代からの幼馴染で親友。2019年に出演した『人生最高レストラン』（TBS系）では、江幡家のガパオライスを”人生最高”に選び[264][265]、中学生の頃には一緒に「（俳優や格闘技の世界で）それぞれトップになって輝く」という夢を語った。三浦は人気俳優として多忙な中でも、時間が空く限り多少無理をしてでも試合を観戦[266]、また二人の計量時の送り迎えなど献身的に試合のサポートをしたという。江幡塁は三浦のことを「強力なサポーター」「自分よりも熱心に対戦相手を分析してくれる」と、全幅の信頼を置き[267][268]、三浦は江幡兄弟のことを「友人だけど、人生の師でもある」と述べている[269]。2010年3月、江幡睦が新日本キック日本フライ級タイトルマッチで勝利し第5代王者になった時は、三浦はリング上で、弟・塁や所属ジムの伊原会長らに囲まれベルトを巻いた睦を肩車して祝福[270]。また、2019年大晦日、日本格闘技界最大のイベント「RIZIN.20」で“日本キックボクシング界の頂上決戦”とも言われ注目を浴びた江幡塁vs那須川天心の試合では、三浦は塁の入場時、兄・睦も含めた3人でリングへの花道を歩き、試合ではセコンドにも就いた。その姿は多くの格闘技ファンの印象に残るワンシーンとなっている[271]。三浦の死去後、8月9日に「RIZIN.22」を控えていた江幡塁はショックで練習ができなくなり大会辞退も考えたというが、「戦うことでメッセージを残したい」と復活勝利を果たした。試合後「僕の心の中に春馬がいた。一緒に戦った」と思いを語っている[265][272]。
- 中学生の頃からゆずの大ファンで[273]、ゆずの楽曲「うまく言えない」のミュージック・ビデオにも出演した[274]。この出演を機に親交を深めており、主演ドラマ『僕のいた時間』（2014年）では挿入歌、イメージソングの2曲をゆずが担当した。新型コロナウイルス感染拡大防止による外出自粛期間中であった2020年4月には、Instagramの「#うたつなぎ」リレーでゆずの「からっぽ」を歌い、その後バトンを渡された北川悠仁がそれに応えて弾き語り動画を投稿するなど、親しい間柄であった。訃報を受けゆずは「（中略） 正直なところ、気持ちの整理がつきません」「演技も素晴らしかったし、なによりその誠実な人柄にとても心惹かれた」「『ずっとゆずのファンなんです』と、少し照れながらまっすぐに伝えてくれたあの表情を、今でも覚えています」「素晴らしい才能と人柄、そしてたくさんの可能性を持っていた春馬君の死は、受け入れ難いとても大きな悲しみです」と連名でコメントした。ゆずは、7月20日に自身のYouTubeチャンネルを更新し『うまく言えない』のMVを、収益化せず歌詞も掲載してYouTubeで公開した[275][276]。
- ミュージシャンのJUJUとは、2018年からMCとして共演した「世界はほしいモノにあふれてる」をきっかけに打ち解け、「なんでも相談できて、お互いに愚痴をこぼせる関係」と公言し、本当の姉弟のような関係であったという[277]。（JUJU「三浦春馬の死について」も参照）
- 2011年のテレビ朝日系列ドラマ『陽はまた昇る』で共演した俳優の佐藤浩市の統率力に感銘を受け、三浦が“師”と仰ぎ親交が深かった[278]。佐藤が三浦に言った、「映像作品は人の記憶に一時的にとどまるけど、忘れ去られていくものでもある。でも、これから先、人の記憶に残る役者になれたら最高だよな、いや、なろうぜ」という言葉が忘れられないと語っていた。「こんな夜更けにバナナかよ　愛しき実話」（2018年）では父子役で再共演もした。三浦の死去に佐藤は、「（中略）今の状況を、皆が悲しんでいる姿を見て一番悔やんでいるのは春馬お前自身の筈だ、そうだろ。だから俺たちはお前を反面教師にして絶対に自死を選んではいけないと叫んでいく、いいよなそれで」とコメントしている[279]。
- 三浦翔平とは翔平のデビュー作『ごくせん 第3シリーズ』（2008年）で共演して以来の親友（ダブル三浦）で、翔平が初めてのことで不安ばかりの撮影で支えになったのが春馬だったという。以降はプライベートで一緒にサーフィンに出かけたりする仲であった。『天外者』では坂本龍馬役の正式オファーをもらう前に、春馬から「翔平に龍馬をやってほしい」と打診があり、「春馬が言うんだったらやる」と引き受けた経緯がある。スケジュールの都合でセリフ合わせに参加できなかったときは、春馬が「読み合わせしよう」とサーフィンに行くときの車中や電話などで時間を作り読み合わせをしたという[173][280]。遺作である『おカネの切れ目が恋のはじまり』でも共演した。また、春馬の没後に翔平は人材派遣会社グロップのCMのキャラクターを引き継いでいる。
- 同じ事務所に所属する佐藤健は、『ブラッディ・マンデイ』（2008年）で共演して以来の親友で、「お互いを高め合う関係」という。プライベートでの交流が高じて共に世界を旅するDVD（『HT 〜N.Y.の中心で、鍋をつつく〜』等）も製作[281]、アミューズのハンサムライブやAct Against AIDS ライブでも共演した。『おカネの切れ目が恋のはじまり』第1話開始直前には、佐藤の公式LINEで「一緒にカネ恋みよう22時から」というメッセージをファン向けに発信し、その後のライブ配信アプリでは、ファンとドラマについて語り合った[282]。
- 城田優とは『サムライ・ハイスクール』（2009年）で共演して以来の親友、兄のようにも慕っていたという。城田は2017年に公演されたミュージカル・ショー「4Stars 2017」でシンシア・エリヴォと共演しており、観劇に来ていた三浦をシンシアに「日本の『キンキー・ブーツ』でローラを好演し、作品も大成功した」と紹介もしていた[283]。三浦の死去当日、城田はTBS系列『音楽の日』の生放送出演のため同局でスタンバイしていたところに三浦の訃報が届き、GReeeeNの楽曲「キセキ」とディズニー映画劇中歌の「リメンバー・ミー」を泣き腫らした赤い目のまま歌い上げた[284]。7月23日、インスタグラムを更新し三浦を偲ぶ言葉を綴った[285]。
- 憧れの俳優の1人として『貧乏男子 ボンビーメン』（2008年）で初共演した小栗旬を挙げ、プライベートでも交流を深めた。小栗はもともと年下は苦手だったが、最初に慕ってくれたのが三浦だと語った。また2018年に行われた2人の対談では三浦について「ずっと気になっている存在。心配するときもあるし、ちゃんと生きててほしいなって思います（笑）」と語っていた[286]。
- 2008年に出演した「ごくせん 第3シリーズ」で共演したジャニーズWEST（出演当時は、ジャニーズJr.）の中間淳太と桐山照史とも親交があり、二人共に公式携帯サイトにて追悼の意を表した。
- 高校の同級生には俳優の鮎川太陽、戸谷公人、Hey! Say! JUMPの八乙女光がいる。また、鮎川とは親友でもあった。

## 受賞歴
受賞時点（暦年）を記載
- 2008年
  - 第31回 日本アカデミー賞 新人俳優賞（『恋空』）
  - 第63回 毎日映画コンクール スポニチグランプリ新人賞（『奈緒子』）[287]
- 2009年
  - 第33回 エランドール賞 新人賞
- 2011年
  - 51st ACC CM FESTIVAL テレビCM部門 タレント賞（資生堂「uno」・東日本旅客鉄道「東北新幹線 新青森開業」）
- 2014年
  - 第51回 ギャラクシー賞 個人賞（『ラスト♡シンデレラ』『僕のいた時間』）[43]
- 2015年
  - 第38回 日本アカデミー賞 優秀助演男優賞（『永遠の0』）[40]
- 2017年
  - 第24回 読売演劇大賞 優秀男優賞・杉村春子賞（『キンキーブーツ』）[60]
  - 第28回 日本ジュエリーベストドレッサー賞
- 2019年度
  - ソウルドラマアワード（英語版）2019 アジアスター賞（Seoul International Drama Awards 2019 Asian Star Prize）[288][289]
- 2020年
  - 第10回 WOWOW presents〜勝手に演劇大賞2019 男優賞（『罪と罰』『キンキーブーツ』）[75]
  - 日本レコード協会　2020年10月度プラチナディスク認定（「Night Diver」）
  - オリコン週間BOOKランキング総合1位（『日本製』『日本製＋Documentary　PHOTO BOOK 2019-2020』）
- 2021年
  - 第34回日刊スポーツ映画大賞・石原裕次郎賞 ファンが選ぶ最高演技賞・ファンが選ぶ最高作品賞（『天外者』）[290]

## 出演

### テレビドラマ
注）年齢は放送時
| 年齢 | 放送日                  | タイトル                                                                      | 役名                        | 制作局                  |
| ---- | ----------------------- | ----------------------------------------------------------------------------- | --------------------------- | ----------------------- |
| 6歳  | 1996年9月28日           | 森村誠一の終着駅シリーズ 人間の十字架                                         | 町野公一（子供時代）        | テレビ朝日              |
| 7歳  | 1997年4月 - 10月        | 連続テレビ小説「あぐり」第31話                                                | 正太郎                      | NHK                     |
| 7歳  | 1997年7月 - 9月         | ボディーガード                                                                | 南条                        | テレビ朝日              |
| 8歳  | 1999年1月4日            | 十津川警部シリーズ 寝台急行「銀河」殺人事件                                   | 新見慎一郎                  | TBS                     |
| 9歳  | 1999年11月13日          | 女探偵・朝岡彩子                                                              | 和久井一太郎                | テレビ朝日              |
| 10歳 | 2000年5月29日           | 雨に眠れ                                                                      | 中原圭太                    | TBS                     |
| 10歳 | 2000年7月31日           | 小学校教師・沢木千太郎の事件ノート                                            | 5年1組 穂村直行             | TBS                     |
| 10歳 | 2000年10月 - 12月       | 真夏のメリークリスマス                                                        | 樹下涼（少年時代）          | TBS                     |
| 10歳 | 2001年1月 - 3月         | 藤沢周平の人情しぐれ町 第3話・第11話                                          | 長太                        | NHK                     |
| 10歳 | 2001年1月2日            | 宮本武蔵                                                                      | 三沢伊織                    | テレビ東京              |
| 11歳 | 2001年10月2日           | 監察医・室生亜季子30 震える顔                                                 | 水谷光太                    | 日本テレビ              |
| 11歳 | 2001年11月9日           | 山田風太郎 からくり事件帖〜警視庁草紙より〜 第7話                             | 信太                        | NHK                     |
| 12歳 | 2002年6月26日           | はぐれ刑事純情派 第15シリーズ 第13話 ｢死を呼ぶ恋人ごっこ！川辺課長が殺人!?｣   | 菊池充                      | テレビ朝日              |
| 12歳 | 2002年8月27日           | 明智小五郎対怪人二十面相                                                      | 相川泰                      | TBS                     |
| 12歳 | 2003年1月 - 12月        | 大河ドラマ「武蔵 MUSASHI」                                                    | 城太郎                      | NHK                     |
| 13歳 | 2003年8月11日           | 水戸黄門 第32部 第3話 おらが蕎麦は日本一 小諸                                 | 柿田七之助                  | TBS                     |
| 13歳 | 2003年8月13日           | はぐれ刑事純情派 第16シリーズ 第19話「表札マーキング殺人事件 ミニ豚を飼う女」 | 松山利夫                    | テレビ朝日              |
| 13歳 | 2003年9月 - 12月        | 夢みる葡萄〜本を読む女〜                                                      | 田部末吉（少年時代）        | NHK                     |
| 14歳 | 2005年3月 - 10月        | 連続テレビ小説「ファイト」                                                    | 岡部聖也                    | NHK                     |
| 14歳 | 2005年3月               | ディビジョン1 ステージ11 青空恋星                                             | 石川啓太                    | フジテレビ              |
| 15歳 | 2005年7月 - 9月         | いま、会いにゆきます                                                          | 工藤明宏                    | TBS                     |
| 15歳 | 2006年1月 - 3月         | アンフェア                                                                    | 斉藤ユタカ                  | フジテレビ / 関西テレビ |
| 15歳 | 2006年1月 - 12月        | 大河ドラマ「功名が辻」第48回・最終回                                          | 湘南宗化                    | NHK                     |
| 16歳 | 2006年5月21日           | CHiLDREN チルドレン                                                           | 木原志朗                    | WOWOW                   |
| 16歳 | 2006年10月 - 12月       | 14才の母                                                                      | 桐野智志                    | 日本テレビ              |
| 16歳 | 2006年10月3日           | アンフェア the special コード・ブレーキング〜暗号解読                         | 斉藤ユタカ                  | フジテレビ / 関西テレビ |
| 17歳 | 2008年1月 - 3月         | 貧乏男子 ボンビーメン                                                         | 白石涼                      | 日本テレビ              |
| 18歳 | 2008年4月 - 6月         | ごくせん 第3シリーズ                                                          | 風間廉                      | 日本テレビ              |
| 18歳 | 2008年10月4日           | ガリレオΦ（エピソードゼロ）                                                   | 湯川学（大学時代）          | フジテレビ              |
| 18歳 | 2008年10月 - 12月       | ブラッディ・マンデイ Season1                                                  | 主演・高木藤丸 / ファルコン | TBS                     |
| 18歳 | 2009年3月28日           | ごくせん 卒業スペシャル'09                                                    | 風間廉                      | 日本テレビ              |
| 19歳 | 2009年10月 - 12月       | サムライ・ハイスクール                                                        | 主演・望月小太郎            | 日本テレビ              |
| 19歳 | 2010年1月 - 3月         | ブラッディ・マンデイ Season2                                                  | 主演・高木藤丸 / ファルコン | TBS                     |
| 20歳 | 2011年1月 - 3月         | 大切なことはすべて君が教えてくれた                                            | 主演・柏木修二              | フジテレビ系列          |
| 21歳 | 2011年5月14日           | 最後の晩餐 〜刑事・遠野一行と七人の容疑者〜                                   | 宮田英二（カメオ出演）      | テレビ朝日              |
| 21歳 | 2011年7月 - 9月         | 陽はまた昇る                                                                  | 宮田英二                    | テレビ朝日              |
| 21歳 | 2011年11月26日          | 世にも奇妙な物語 2011年 秋の特別編 JANKEN                                     | 主演・真田賢輔              | フジテレビ              |
| 22歳 | 2012年8月30日           | 東野圭吾ミステリーズ 第8話 小さな故意の物語                                   | 主演・中岡良                | フジテレビ              |
| 23歳 | 2013年4月 - 6月         | ラスト♡シンデレラ                                                             | 佐伯広斗                    | フジテレビ              |
| 23歳 | 2014年1月 - 3月         | 僕のいた時間                                                                  | 主演・澤田拓人              | フジテレビ              |
| 24歳 | 2014年7月2日            | 殺人偏差値70                                                                  | 主演・宮原圭介              | 日本テレビ              |
| 25歳 | 2016年1月 - 3月         | わたしを離さないで                                                            | 土井友彦                    | TBS                     |
| 26歳 | 2017年1月 - 12月        | 大河ドラマ「おんな城主 直虎」                                                 | 亀之丞 / 井伊直親           | NHK                     |
| 27歳 | 2017年10月 - 12月       | オトナ高校                                                                    | 主演・荒川英人              | テレビ朝日              |
| 28歳 | 2018年5月12日           | 世にも奇妙な物語 2018年 春の特別編 明日へのワープ                             | 主演・小林峰雄              | フジテレビ              |
| 28歳 | 2018年9月29日 - 10月8日 | tourist ツーリスト                                                            | 主演・天久真                | TBS テレビ東京 WOWOW    |
| 28歳 | 2019年3月 - 4月         | ダイイング・アイ                                                              | 主演・雨村慎介              | WOWOW                   |
| 29歳 | 2019年7月 - 9月         | TWO WEEKS                                                                     | 主演・結城大地              | フジテレビ / 関西テレビ |
| -    | 2020年8月15日           | 国際共同制作 特集ドラマ「太陽の子」                                           | 石村裕之                    | NHK                     |
| -    | 2020年9月 - 10月        | おカネの切れ目が恋のはじまり                                                  | 猿渡慶太（遺作）            | TBS                     |

### Web配信ドラマ
| 年齢 | 放送日                  | タイトル                                             | 役名           | 配信サイト |
| ---- | ----------------------- | ---------------------------------------------------- | -------------- | ---------- |
| 27歳 | 2017年12月17日          | オトナ高校 スピンオフ 〜炎上のチェリークリスマス〜   | 主演・荒川英人 | AbemaTV    |
| 28歳 | 2018年9月29日 - 10月8日 | tourist ツーリスト フルバージョン / 天久真バージョン | 主演・天久真   | Paravi     |

### 映画
注）年齢は公開時
| 年齢 | 公開日         | タイトル                                            | 役名                       |
| ---- | -------------- | --------------------------------------------------- | -------------------------- |
| 9歳  | 1999年9月18日  | 金融腐食列島〜呪縛〜                                | 北野浩一                   |
| 9歳  | 1999年11月13日 | Nile ナイル                                         | 西山海                     |
| 11歳 | 2001年12月15日 | 千年の恋 ひかる源氏物語                             | 頭の中将（少年時代）       |
| 12歳 | 2002年7月20日  | 森の学校                                            | 主演・河合雅雄             |
| 14歳 | 2004年9月25日  | 岸和田少年愚連隊 ゴーイング・マイ・ウェイ           | アキラ（少年時代)          |
| 16歳 | 2006年4月29日  | キャッチ ア ウェーブ                                | 主演・佐々木大洋           |
| 16歳 | 2006年9月2日   | アキハバラ@DEEP                                     | イズム                     |
| 16歳 | 2006年11月4日  | CHiLDREN チルドレン                                 | 木原志朗                   |
| 17歳 | 2007年11月3日  | 恋空                                                | 主演・桜井弘樹（ヒロ）     |
| 17歳 | 2008年1月19日  | ネガティブハッピー・チェーンソーエッヂ              | 能登                       |
| 17歳 | 2008年2月16日  | 奈緒子                                              | 主演・壱岐雄介             |
| 19歳 | 2009年4月11日  | クローズZERO II                                     | 美藤竜也                   |
| 19歳 | 2009年7月11日  | ごくせん THE MOVIE                                  | 風間廉                     |
| 19歳 | 2009年8月1日   | 山形スクリーム                                      | コンビニの店員（友情出演） |
| 20歳 | 2010年9月25日  | 君に届け                                            | 主演・風早翔太             |
| 21歳 | 2011年6月18日  | 東京公園                                            | 主演・志田光司             |
| 23歳 | 2013年9月7日   | キャプテンハーロック -SPACE PIRATE CAPTAIN HARLOCK- | 主演・ヤマ（声の出演）     |
| 23歳 | 2013年12月21日 | 永遠の0                                             | 佐伯健太郎                 |
| 24歳 | 2014年12月27日 | 真夜中の五分前                                      | 主演・良                   |
| 25歳 | 2015年8月1日   | 進撃の巨人 ATTACK ON TITAN                          | 主演・エレン               |
| 25歳 | 2015年9月19日  | 進撃の巨人 ATTACK ON TITAN エンド オブ ザ ワールド  | 主演・エレン               |
| 28歳 | 2018年8月17日  | 銀魂2 掟は破るためにこそある                        | 伊東鴨太郎                 |
| 28歳 | 2018年8月31日  | SUNNY 強い気持ち・強い愛                            | 藤井渉                     |
| 28歳 | 2018年12月28日 | こんな夜更けにバナナかよ 愛しき実話                 | 田中久                     |
| 29歳 | 2019年5月17日  | コンフィデンスマンJP -ロマンス編-                   | ジェシー                   |
| 29歳 | 2019年9月20日  | アイネクライネナハトムジーク                        | 主演・佐藤                 |
| -    | 2020年7月23日  | コンフィデンスマンJP -プリンセス編-                 | ジェシー                   |
| -    | 2020年12月11日 | 天外者                                              | 主演・五代友厚（遺作）     |
| -    | 2021年3月12日  | ブレイブ 群青戦記                                   | 徳川家康（遺作）           |
| -    | 2021年8月6日   | 太陽の子                                            | 石村裕之（遺作）           |

### 舞台
| 年齢 | 公演日                 | タイトル                                                                                              | 役名                   | 劇場                                                                                                |
| ---- | ---------------------- | --- | ---------------------- | --------------------------------------------------------------------------------------------------- |
| 19歳 | 2009年6月 - 8月        | 地球ゴージャス Vol.10 「星の大地に降る涙」                                                            | 主演・シャチ           | 赤坂ACTシアター / 道新ホール / 梅田芸術劇場 メインホール                                            |
| 21歳 | 2012年3月 - 5月        | 地球ゴージャス Vol.12 「海盗セブン」                                                                  | ワイルド・アッパー     | 赤坂ACTシアター / 中京大学文化市民会館オーロラホール / 新潟テルサ / 福岡サンパレス / オリックス劇場 |
| 22歳 | 2012年12月 - 2013年2月 | 劇団☆新感線 「ZIPANG PUNK〜五右衛門ロック III」                                                       | 明智心九郎             | 東急シアターオーブ / オリックス劇場                                                                 |
| 25歳 | 2015年5月 - 6月        | Bunkamura シアターコクーン・オンレパートリー 2015 DISCOVER WORLD THEATRE vol.0 「地獄のオルフェウス」 | 主演・ヴァル           | Bunkamuraシアターコクーン / 森ノ宮ピロティホール                                                    |
| 26歳 | 2016年7月 - 9月        | ブロードウェイミュージカル 「キンキーブーツ」                                                         | 主演・ローラ           | 新国立劇場中劇場 / オリックス劇場 / 東急シアターオーブ                                              |
| 28歳 | 2019年1月 - 2月        | Bunkamura 30周年記念 シアターコクーン・オンレパートリー 2019 DISCOVER WORLD THEATRE vol.5 「罪と罰」  | 主演・ラスコーリニコフ | Bunkamura シアターコクーン / 森ノ宮ピロティホール                                                   |
| 29歳 | 2019年4月 - 5月        | ブロードウェイミュージカル 「キンキーブーツ」 再演                                                    | 主演・ローラ           | 東急シアターオーブ / オリックス劇場                                                                 |
| 29歳 | 2020年3月              | ミュージカル「ホイッスル・ダウン・ザ・ウィンド〜汚れなき瞳〜」                                        | 主演・男（ザ・マン）   | 日生劇場 （新型コロナウイルス感染拡大の影響により全国ツアー公演（地方公演）は中止）                 |

### コンサート
| 年齢                                             | 公演日                                           | タイトル                                                                                                  | 主な歌唱曲（独唱/メイン歌唱は太字）・備考 | 会場                                             |
| アミューズ のファン感謝祭 通称「ハンサムライブ」 | アミューズ のファン感謝祭 通称「ハンサムライブ」 | アミューズ のファン感謝祭 通称「ハンサムライブ」                                                          | アミューズ のファン感謝祭 通称「ハンサムライブ」 | アミューズ のファン感謝祭 通称「ハンサムライブ」 |
| ------------------------------------------------ | ------------------------------------------------ | --- | --- | ------------------------------------------------ |
| 16歳                                             | 2006年12月28日                                   | AMUSE PRESENTS バラエティショー2006 - 真冬のどんちゃん騒ぎ -                                              | | 天王洲 銀河劇場                                  |
| 17歳                                             | 2007年12月30日                                   | ハンサム祭り - お台場紅白歌合戦 -                                                                         | 「TRUE LOVE」（ギター弾き語り） | Zepp Tokyo                                       |
| 18歳                                             | 2008年12月30日                                   | SUPER LIVE 2008 - 今宵あなたとシンキング -                                                                | 「ストーリー」- 賀来賢人・戸谷公人と | Zepp Tokyo                                       |
| 19歳                                             | 2009年12月29日 - 30日                            | SUPER ハンサム LIVE 2009 - 男da男!! -                                                                     | 「逢いたい」- 賀来賢人と | Zepp Tokyo                                       |
| 20歳                                             | 2010年12月29日 - 30日                            | SUPER ハンサム LIVE 2010                                                                                  | 「君に届け」 | Zepp Tokyo                                       |
| 21歳                                             | 2011年12月26日 - 28日                            | SUPER ハンサム LIVE 2011                                                                                  | 「誘惑」 「仮面舞踏会」- 植原卓也・水田航生と | パシフィコ横浜国立大ホール                       |
| 22歳                                             | 2012年12月26日 - 28日                            | SUPER ハンサム LIVE 2012                                                                                  | 「White Serenade」- 賀来賢人と 「THIS IS THE TIME」 | パシフィコ横浜国立大ホール                       |
| 23歳                                             | 2013年12月26日 - 27日                            | SUPER ハンサム LIVE 2013                                                                                  | （映像出演） | 舞浜アンフィシアター                             |
| 29歳                                             | 2020年2月15日 - 16日                             | 15th Anniversary SUPER HANDSOME LIVE - JUMP↑with YOU -                                                    | 「White Serenade」- 甲斐翔真 or 小関裕太と 「春の花」 | 両国国技館                                       |
| Act Against AIDS チャリティコンサート            |                                                  | | |                                                  |
| 17歳                                             | 2007年12月1日                                    | Act Against AIDS 2007 - 15年かヨ！全員集合 -                                                              | 「2億4千万の瞳〜エキゾチック・ジャパン」 | 日本武道館                                       |
| 18歳                                             | 2008年12月1日                                    | Act Against AIDS 2008 THE VARIETY                                                                         | 「YAH YAH YAH」- 佐藤健と | 日本武道館                                       |
| 19歳                                             | 2009年12月1日                                    | Act Against AIDS - "今年もチャリティ” ザ・バラエティ2009 -                                                | 「愛すべき未来へ」 | 日本武道館                                       |
| 20歳                                             | 2010年12月1日                                    | Act Against AIDS 2010 - 感謝まつり THE VARIETY ジュワッチ! -                                              | 「白い恋人達」 | 日本武道館                                       |
| 21歳                                             | 2011年12月1日                                    | Act Against AIDS 2011 THE VARIETY 19 - 頑張れ! 東北 -                                                     | 「家族になろうよ」 「みんなのうた」- 岸谷五朗・寺脇康文・佐藤健・賀来賢人と | 日本武道館                                       |
| 22歳                                             | 2012年11月30日 - 12月1日                         | Act Against AIDS 2012 THE VARIETY 20                                                                      | 「しるし」 | 日本武道館                                       |
| 23歳                                             | 2013年12月1日                                    | Act Against AIDS 2013 THE VARIETY 21                                                                      | 「愛すべき未来へ」 | 日本武道館                                       |
| 24歳                                             | 2014年12月1日                                    | Act Against AIDS 2014 THE VARIETY 22                                                                      | MC 「ハイスクールララバイ」「星空のディスタンス」「仮面舞踏会」- 岸谷五朗・寺脇康文と 「サウダージ」- ポルノグラフィティと 「いつか」（ギター弾き語り）- 山村隆太と | 日本武道館                                       |
| 25歳                                             | 2015年12月1日                                    | Act Against AIDS 2015 THE VARIETY 23 - 23年目のちょこっとリニューアル！武道館の中心であれもこれも叫ぶ!! - | MC 「愛すべき未来へ」 | 日本武道館                                       |
| 26歳                                             | 2016年12月1日                                    | Act Against AIDS 2016 THE VARIETY 24 - 魂の俳優大熱唱！助けてミュージシャン！ -                           | MC 「フレンズ」 「Everybody Say Yeah」- 小池徹平と | 日本武道館                                       |
| 27歳                                             | 2017年12月1日                                    | Act Against AIDS 2017 THE VARIETY 25 - 絶好調俳優大熱唱！本物聴かせますミュージシャン！ -                 | MC 「ルポルタージュ」- 高橋優と | 日本武道館                                       |
| 28歳                                             | 2018年12月1日                                    | Act Against AIDS 2018 THE VARIETY 26 - 遂に!俳優だけの武道館ライブ!!…大丈夫なのか〜!? -                   | MC 「大きな玉ねぎの下で」 「ワイルドアッパー」 「愛すべき未来へ」- 柚希礼音と 「THIS IS THE TIME」 「闇が広がる」- 城田優と | 日本武道館                                       |
| その他                                           |                                                  | | |                                                  |
| 24歳                                             | 2015年3月29日                                    | 地球ゴージャス 20th Anniversary Gala Concert                                                              | 『海盗セブン』 「愛すべき未来へ」 | 舞浜アンフィシアター                             |
| 29歳                                             | 2020年1月16日 - 17日                             | シンシア・エリヴォ ミュージカルコンサート featuring マシュー・モリソン ＆三浦春馬                         | 『ディア・エヴァン・ハンセン』より「Waving Through A Window」 『キンキーブーツ』より「Not My Father's Son」 『ホイッスル・ダウン・ザ・ウィンド 〜汚れなき瞳〜』より「Unsettled Scores」 『グレイテスト・ショーマン』より「Rewrite The Stars」 『シークレット・ガーデン』より「Lily's Eyes」『レント』より「Seasons of Love」 | 東京国際フォーラム ホールA                       |

### 歌番組での歌唱
| 年齢 | 放送日                   | タイトル                          | 主な歌唱曲（独唱は太字） | 放送局     |
| ---- | ------------------------ | --------------------------------- | --- | ---------- |
| 28歳 | 2018年12月5日 （生放送） | 2018 FNS歌謡祭 第1夜              | 『キンキーブーツ 』より「LAND OF LOLA 〜ローラの世界〜」 『キンキーブーツ』より「RAISE YOU UP / JUST BE」 - 小池徹平・ソニン・玉置成実・勝矢と | フジテレビ |
| 29歳 | 2019年7月24日 （生放送） | 2019 FNSうたの夏まつり            | 「Fight for your heart」 | フジテレビ |
| 29歳 | 2019年12月4日 （生放送） | 2019 FNS歌謡祭 第1夜              | 「言えないよ」 - 郷ひろみとのコラボ 「Fight for your heart」                                                                                   | フジテレビ |
| 29歳 | 2019年12月25日           | 堂本兄弟 2019ハッピークリスマスSP | 「YOU」 | フジテレビ |
| 29歳 | 2020年2月8日             | MUSIC FAIR                        | 『キンキーブーツ 』より「Not My Father's Son」 『ホイッスル・ダウン・ザ・ウィンド 〜汚れなき瞳〜』より「恐れないで」 - 生田絵梨花と            | フジテレビ |

### 紀行・ドキュメンタリー
注）年齢は放送時
| 年齢     | 放送日                        | タイトル | 担当                               | 製作局                        |
| -------- | ----------------------------- | --- | ---------------------------------- | ----------------------------- |
| 15歳     | 2005年4月 - 9月               | 〜空色グラフィティ〜 君に会いたくて | ナレーション                       | テレビ東京                    |
| 26歳     | 2016年12月11日                | NHKスペシャル 自閉症の君が教えてくれたこと | 朗読                               | NHK総合                       |
| 26歳     | 2017年3月24日                 | 自閉症の君との日々 | 朗読                               | NHK総合                       |
| 28歳 - - | 2018年4月12日 - 2020年8月27日 | 世界はほしいモノにあふれてる | MC                                 | NHK総合                       |
| 28歳     | 2018年12月1日 - 12月2日       | BS4K放送開始記念・BS民放4局共同企画 「大いなる鉄路 16,000km走破 東京発→パリ行き」 第1話 東京 - モスクワ 第2話 モスクワ - ブダペスト 第3話 ブダペスト - ジュネーブ 第4話 ジュネーブ - パリ | ナレーション                       | BSフジ BS朝日 BS-TBS BSテレ東 |
| -        | 2020年12月20日                | 天外者 五代友厚 | 主演俳優として（ドキュメンタリー） | 関西テレビ                    |

### ミュージック・ビデオ
注）年齢は公開時
| 年齢 | 公開日     | アーティスト・タイトル              |
| ---- | ---------- | ----------------------------------- |
| 15歳 | 2005年5月  | Candy 「Promise」                   |
| 17歳 | 2008年1月  | GReeeeN 「BE FREE」                 |
| 18歳 | 2008年4月  | ゆず「うまく言えない」              |
| 23歳 | 2013年10月 | C&K 「みかんハート」                |
| 24歳 | 2014年8月  | NICO Touches the Walls「バケモノ 」 |
| 27歳 | 2017年11月 | 高橋優「ルポルタージュ 」           |

### CM
注）年齢は放送時
| 年齢        | 放送開始        | タイトル |
| ----------- | --------------- | --- |
| 14歳        | 2005年          | ベネッセコーポレーション「進研ゼミ高校講座」 入学準備号 桜篇 / 英語電子教材 桜篇 |
| 16歳        | 2006年          | サークルKサンクス 「サンドイッチ」 |
| 18歳 - 27歳 | 2008年 - 2017年 | 伊藤園 - 「お〜いお茶」：畑づくりから篇 / CO2を減らす篇（2008年）、さらにのワケは篇 / 体にもおいしい理由篇（2009年）、光射す渓流篇 / 発売22年目・挑戦・進化し続ける（2010年）、お〜いお茶のおいしさを尋ねて / おいしさを磨き続けて篇 / 茶畑からお茶の葉から・深みどり（2011年）、香りで繋がる笑顔篇 / おいしさを磨きつづけて冬、香り一新篇（2012年）、香り響きあう二人篇（2013年）、お茶の葉のおいしさが生きている / 熟成茶新登場（2014年）、金の秋をおいしくする篇（2015年）、お〜い日本の春篇（2016年） - 「お〜いお茶・摘みたて緑茶」：いっきに芽吹く篇（2010年） - 「お〜いお茶・にごりまろやか」：にごりまろやか登場篇（2012年） - 「お〜いお茶・ほうじ茶」：しあわせの香り篇（2013年）、一番茶のしあわせ篇（2014年） - 「お〜いお茶・玄米茶」： おいしくすこやか篇（2013年） - 「京都宇治抹茶入り お〜いお茶」：2つの抹茶登場篇 / 甘み強く・抹茶100%使用（2015年）、旬抹茶はじめました（2016年） - 「氷水出し 京都宇治抹茶入り お〜いお茶」：今年も氷水出しはじめます篇（2016年）、今年も氷水出しはじめました篇 / 夏だし！氷水出し篇（2017年） |
| 18歳        | 2008年 - 2009年 | ブルボン - 「プチシリーズ」：マドンナ編 / フランス人編（2008年） - 「プチ24」：アルバイト篇 / キャンペーン篇（2009年） |
| 18歳        | 2008年          | セガ イメージキャラクター |
| 18歳        | 2009年          | ファシル「一ヶ月定期交換コンタクトレンズCM」 |
| 18歳 - 24歳 | 2009年 - 2015年 | 三菱東京UFJ銀行 空に向かって春を叫ぶ篇 / ラッキーなスタート篇（2009年）、気付く春馬君篇（2011年）、忘れてた篇 / もっと早く篇（2012年）、ラインアップ篇 / Do Smart・人生と銀行について語る人々 / 5万円より500ドル篇（2013年）、Do Smart・家買うのって大変ですか / 住宅ローンということは？篇 / 2014年のあなたへ篇、VISAデビット篇 / 相談篇 / NISA篇（2014年）、ATM篇 / 気軽に相談しませんか（2015年） |
| 19歳 - 20歳 | 2009年 - 2010年 | カシオ計算機 「EXILIM」シリーズ - 「EXILIM ZOOM EX-Z450」：ストレートトーク篇（2009年） - 「EXILIM・S200」：ダイナミックフォト篇（2010年） |
| 19歳 - 22歳 | 2009年 - 2013年 | 資生堂 「uno」シリーズ - 「ウーノ・フォグバー」：タクシー+How to 妻夫木篇 / テニス+How to小栗篇 / 平成遣欧使節団+How to三浦篇 / 平成遣欧使節団A篇 / 4人で歩いているとき+How to瑛太篇 / 平成遣欧使節団B篇 / 髪キマってますね タクシー篇 / 腹減りましたね タクシー篇 / たのむ テニス篇 / ねぇ？テニス篇 / 平成遣欧使節団篇 / 4人で歩いているとき篇 / 4人で歩いているとき篇 - X'mas ver / テニス篇 - X'mas ver（2009年）、ホテルにて - シャンプー屋さん篇 / ホテルにて - WAX小栗篇 / さよならWAXのうた篇 / BAR BER篇 / RUN篇 / WOMAN篇（2010年）、カッコつけようぜ★椅子(SS)篇（2012年） - 「ウーノ・ホイップウォッシュ・ブラック」： 洗顔、なめんじゃねーぞ。篇（2013年） |
| 20歳        | 2010年          | クリムゾン「RUSS-K」 |
| 20歳        | 2010年          | JR東日本「MY FIRST AOMORI」 - 「TOKYO 僕は青森に恋をした」 手作りアイス＠弘前篇 / 天ぷら×中華そば＠五所川原篇 / みそもち＠八戸蕪島篇 / ウミネコの故郷＠八戸蕪島篇 / 津軽三味線＠五所川原篇 |
| 20歳        | 2010年          | JR東日本 東北新幹線全線開業キャンペーン「MY FIRST AOMORI」ドラマCM 第1話 トーキョー篇 / 第2話 恋篇 / 第3話 ねぷた篇 / 第4話 居酒屋篇 / 第5話 新青森駅篇 / 第6話 開業篇 / 第7話 デート篇 / 第8話 旅立ち篇 |
| 20歳 - 21歳 | 2010年 - 2011年 | 味の素「クノール・カップスープ」 つけパン篇 / ひたパン篇 / 結果篇 / なまパン篇（2010年）、総集篇・三浦さんVer. / つけパン派篇 寺脇さん / 集まれつけパン派篇 / つけパン篇（2011年）、つけパン・ひたパン・君はどっち（2012年） |
| 20歳        | 2010年          | カプコン「モンスターハンターポータブル 3rd」 三浦春馬270時間・本番前 / 三浦春馬270時間・プレイする春馬 / 一狩りいこうぜ・君は上手に焼けるかな / 一狩りいこうぜ・ナイスアイルー / 一狩りいこうぜ・岡田さんより全然使える |
| 21歳        | 2011年          | 富士通東芝モバイルコミュニケーションズ（現・富士通モバイルコミュニケーションズ） - 「REGZA Phone IS04」：扉篇、「IS04FV」バージョンアップ・NEW 扉篇 - 「ARROWSシリーズ」 切り抜ける男篇 |
| 21歳 - 22歳 | 2011年 - 2012年 | 明治「ガルボ」 食感アフレコキャンパス篇 / 食感名付け親篇（2011年）、大胆編集篇 / チョコ染みこむ〜9商品（2012年） |
| 21歳 - 22歳 | 2011年 - 2013年 | 東京ガス「エネファーム」 親子とパラパラ・リンゴ篇 / 親子とパラパラ・ウサギ篇（2011年）、節電歌 会話篇 / 節電歌 90篇 / 節電歌 歌い上げ篇 / 節電歌 カラオケ篇（2012年） |
| 22歳        | 2012年          | マガシーク Net de Sale 彩人篇 / 真子篇 |
| 22歳        | 2012年 - 2013年 | リクルート「タウンワーク」 独唱 三浦春馬篇（2012年）、三浦春馬さん篇（2013年） |
| 24歳        | 2014年 - 2015年 | 東京シティ競馬 イメージキャラクター 砂煙篇 / 対峙篇 / 火柱篇 / 仮面篇 |
| 26歳        | 2017年          | ソフトバンク「Xperia XZ」 |
| 28歳        | 2018年          | ネクソン 「FAITH - フェイス」 2つの正義篇 / 大乱闘篇 |
| 28歳        | 2019年          | オルビス「ディフェンセラ」 |
| 28歳        | 2019年          | 感動オリーブオイル |
| 29歳        | 2019年          | ポール・スミス メンズブランドアンバサダー |
| 29歳        | 2019年          | グロップ |
| 29歳        | 2019年          | ブラザー イメージキャラクター それブラザーにしません課 始動篇 / 日本のオフィスをもっと広く篇 / 日本の品質管理をもっと効率的に篇 |

### その他
- THE GAME 〜 Boy's Film Show 〜『オープニング』『オセロ』出演（2009年9月）[351][注釈 28]
- THE GAME 〜 Boy’s Film Show 〜 2010『オープニング』『伝言ゲーム』『組長のイス』『CLUBファイ』出演（2010年8月）[352][353]
- 神戸コレクション2010 AUTUMN/WINTER　スペシャルシークレットゲスト（2010年9月5日、都内）[354]
- 神戸コレクション2015 A／W　大トリ シークレットゲスト（2015年9月5日、ワールド記念ホール）[355]
- コートールド美術館展 音声ガイド（2019年）[356]
- 世界一受けたい授業 特別授業『三浦春馬先生が教える！いま知っておきたいメイド・イン・ニッポン』（2020年7月4日、日本テレビ）[357]

## ディスコグラフィー
注）年齢は発売・公開時

### シングル
| 年齢 | 発売日        | タイトル             | オリコン | 備考                                                    |
| ---- | ------------- | -------------------- | -------- | ------------------------------------------------------- |
| 29歳 | 2019年8月7日  | Fight for your heart | 6位      | 関西テレビ・フジテレビ系ドラマ『TWO WEEKS』タイアップ曲 |
| -    | 2020年8月26日 | Night Diver          | 2位      |                                                         |

### ミュージック・ビデオ
| 年齢 | 公開日        | タイトル              | 備考                               |
| ---- | ------------- | --------------------- | ---------------------------------- |
| 29歳 | 2019年7月16日 | Fight for your heart  |                                    |
| -    | 2020年7月24日 | Night Diver           |                                    |
| -    | 2020年8月26日 | YOU（Studio Session） | 『Night Diver』初回限定盤DVDに収録 |

## 作品

### 出版物
- PHOTO BOOK『たぶん』（2007年12月、ワニブックス） ISBN 978-4-84-704051-1
- 写真集『Letters』（2008年10月10日、主婦と生活社）ISBN 978-4-39-113695-1
- 写真集『Switch』（2010年2月5日、マガジンハウス）ISBN 978-4-83-872042-2
- 写真集『三浦春馬 ふれる』（2015年3月26日、マガジンハウス）ISBN 978-4-83-872667-7
- 書籍『日本製』（2020年4月5日、ワニブックス）ISBN 978-4-8470-8281-8
- 書籍+ドキュメンタリー写真集『日本製＋Documentary PHOTO BOOK 2019-2020』（2020年4月5日、ワニブックス）ISBN 978-4-8470-8280-1
- 月刊誌『プラスアクト』（連載『日本製』）

### DVD
- HT 〜N.Y.の中心で、鍋をつつく〜（2010年2月17日、アミューズソフトエンタテインメント）
- HT 〜赤道の真下で、鍋をつつく〜（2011年11月11日、アミューズソフトエンタテインメント）